# Lionel Messi
Lionel Andrés Messi Cuccittini [ljoˈnel anˈdɾes ˈmesi] (* 24. Juni 1987 in Rosario) ist ein argentinischer Fußballspieler.
Messi wechselte im Alter von 13 Jahren von den Newell’s Old Boys in die Jugendakademie des FC Barcelona, ehe er 2004 im Alter von 17 Jahren für die Profis debütierte. In den kommenden 17 Jahren erzielte der Offensivspieler, der meist auf dem rechten Flügel oder als hängende Spitze eingesetzt wurde, in 520 Spielen 474 Tore in der Primera División und wurde ihr Rekordtorschütze. Messi gewann mit Barça 35 Titel, darunter viermal die Champions League, zehnmal die spanische Meisterschaft und siebenmal die Copa del Rey. Dabei wurde er sechsmal Torschützenkönig der Champions League, achtmal der Primera División (Pichichi-Trophäe) und viermal der Copa del Rey. Dies brachte ihm sechsmal den Goldenen Schuh der UEFA als „Torschützenkönig Europas“ ein. Nachdem sein Vertrag aus finanziellen Gründen nicht verlängert werden konnte, spielte Messi von 2021 bis 2023 in der französischen Ligue 1 bei Paris Saint-Germain. Seit Mitte Juli 2023 ist er in der Major League Soccer bei Inter Miami aktiv. Aufgrund seiner hervorragenden Technik inklusive seiner überragenden Pass- und Torqualitäten gilt Messi als einer der größten Fußballer aller Zeiten.
Auf internationaler Ebene wurde Messi 2005 zunächst Juniorenweltmeister und 2008 Olympiasieger. 2005 debütierte er im Alter von 18 Jahren in der argentinischen Nationalmannschaft, deren Rekordspieler und Rekordtorschütze er heute ist. Er nahm an fünf Weltmeisterschaften (2006, 2010, 2014, 2018, 2022) und sieben Copa Américas (2007, 2011, 2015, 2016, 2019, 2021, 2024) teil. Nach vier verlorenen Endspielen (dreimal Copa América und das WM-Finale 2014) und einem zwischenzeitlichen Rücktritt im Jahre 2016 gewann Messi 2021 sowie 2024 die Copa América und wurde 2022 Weltmeister. Messi ist mit 26 Einsätzen WM-Rekordspieler und mit 13 Toren argentinischer WM-Rekordtorschütze. 2014 sowie beim Titelgewinn 2022 wurde er zum besten Spieler der WM gekürt und ist der bisher einzige Spieler, dem dies mehrmals gelang.
Messi wurde zwischen 2009 und 2023 achtmal mit dem Ballon d’Or als „Weltfußballer des Jahres“ ausgezeichnet und ist damit der Rekordgewinner der wichtigsten individuellen Auszeichnung für einen Fußballspieler. Zudem ist er mit acht Auszeichnungen der Rekordgewinner bei der Wahl zum FIFA-Weltfußballer des Jahres und wurde zweimal zum UEFA-Spieler des Jahres („Europas Fußballer des Jahres“) gewählt. 2020 wurde Messi in das Ballon d’Or Dream Team gewählt.

## Jugend
Mit fünf Jahren trat Messi in den Fußballverein Grandoli FC ein. Nach drei Jahren wechselte er 1995 zu den Newell’s Old Boys. Als er 13 Jahre alt war, wanderten seine Eltern mit ihm und drei Geschwistern nach Barcelona aus, um der argentinischen Wirtschaftskrise zu entkommen und die weitere Behandlung seiner Hormonstörung zu ermöglichen, deren Kosten sich auf etwa 900 US-Dollar pro Monat beliefen. Messi litt an einer durch Somatropinmangel bedingten Wachstumsstörung, sodass er mit 13 Jahren kaum 1,40 m groß war. Aufgrund seiner geringen Körpergröße und seiner Schnelligkeit erhielt er in der Kindheit den Spitznamen La Pulga (spanisch für: ‚Der Floh‘), den er bis heute trägt. Nachdem er wegen seiner geringen Körpergröße und der für lokale Verhältnisse hohen Behandlungskosten in bekannten argentinischen Mannschaften nicht aufgenommen worden war, wandten sich seine Eltern an den FC Barcelona. Bei einem Probetraining war der Jugendtrainer des FC Barcelona so begeistert vom Talent Messis, dass er diesen sofort einen Vertrag auf einer Serviette unterschreiben ließ. Der FC Barcelona zahlte ein Einstiegsgehalt von 600 Euro und übernahm die Therapiekosten. Er wurde ab 2000 in der Jugendmannschaft des FC Barcelona eingesetzt. In seinem ersten Spiel schoss er fünf Tore, in seiner ersten Saison erzielte er in 30 Spielen 35 Treffer.

## Vereinskarriere

### FC Barcelona

#### 2004 bis 2006: Ligadebüt und erste Jahre bei den Profis

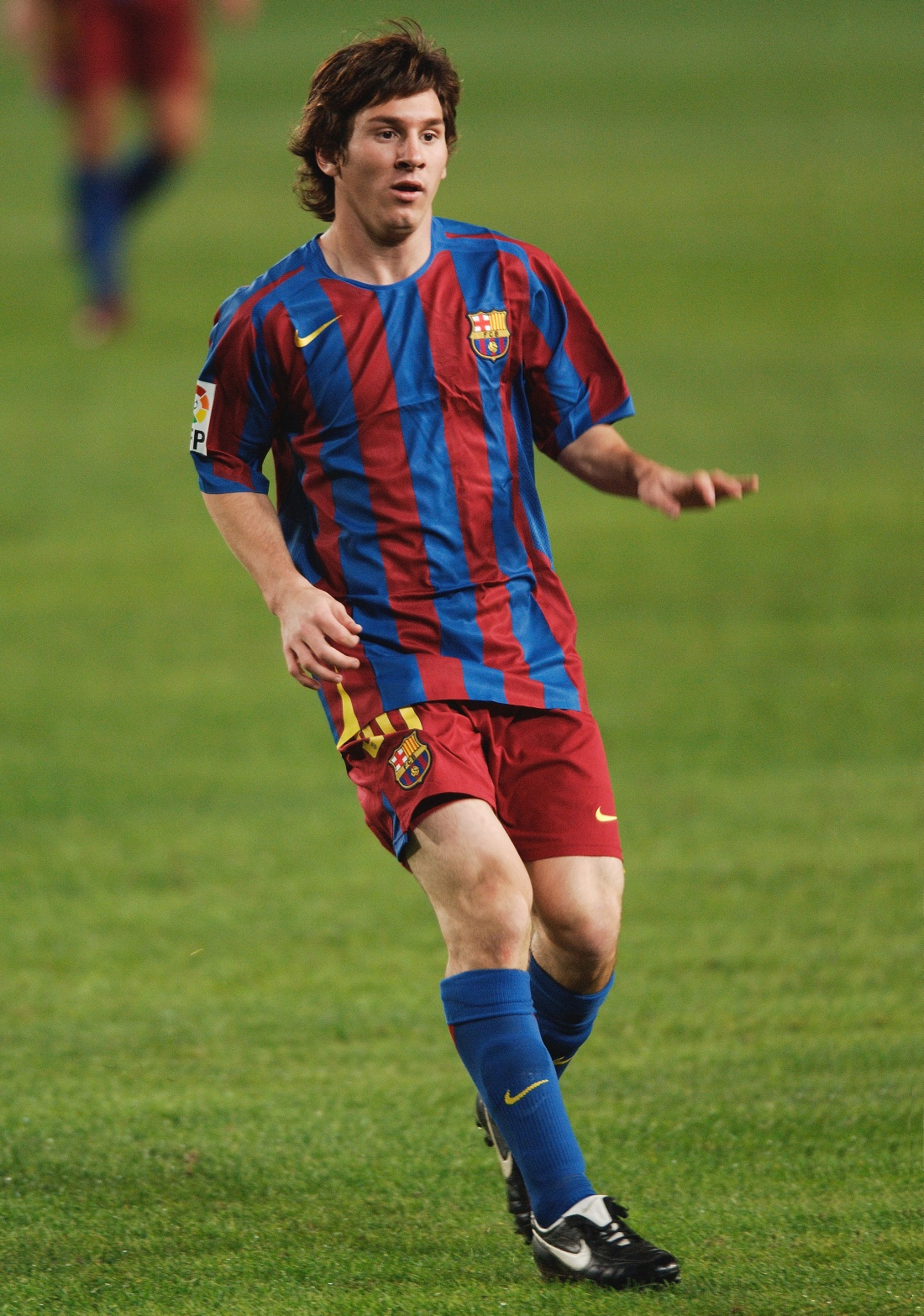
Lionel Messi (2005)

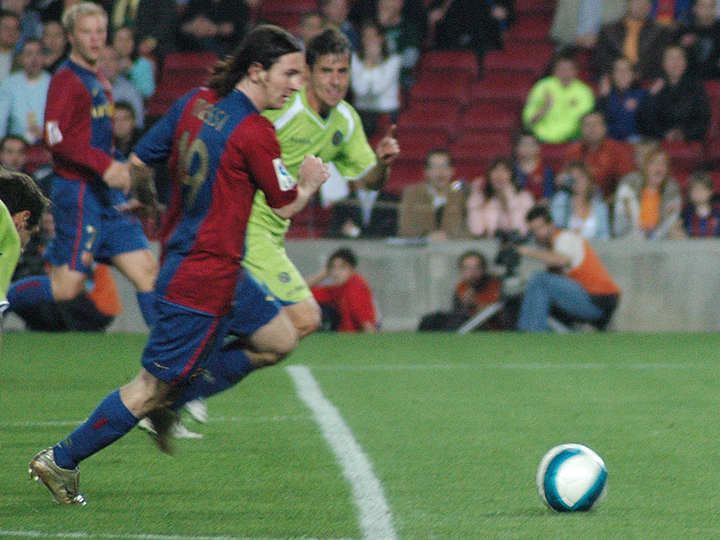
Messi kurz vor seinem Tor im Pokalspiel gegen den FC Getafe am 18. April 2007

Seit der Saison 2004/05 stand Messi im Aufgebot der ersten Mannschaft des FC Barcelona, am 16. Oktober 2004 gab er als Einwechselspieler gegen Espanyol Barcelona sein Ligadebüt. Zur gewonnenen Meisterschaft Barças steuerte er am 1. Mai 2005 gegen Albacete Balompié als bis dato jüngster Ligatorschütze in der Vereinsgeschichte des FC Barcelona nach Vorlage von Ronaldinho einen Treffer bei. Insgesamt kam er in seiner ersten Saison in der Primera División auf sieben Einsätze.
Im September 2005 verlängerte Messi seinen Vertrag, erhielt die spanische Staatsbürgerschaft und fiel damit nicht mehr unter die Ausländerregelung. Er wurde nach guten Leistungen wie u. a. in der UEFA Champions League 2005/06 beim 2:0 gegen Werder Bremen zum weltbesten Nachwuchsspieler 2005 ausgezeichnet. In dieser Saison 2005/06 gewann er mit dem FC Barcelona seine zweite Meisterschaft und zum ersten Mal in seiner Karriere die Champions League, kam aber seit Anfang März aufgrund einer beim Spiel gegen FC Chelsea erlittenen Verletzung nicht mehr zum Einsatz und verblieb bei sechs Einsätzen und einem Tor.

#### 2006 bis 2008: Aufstieg zum Stamm- und Weltklassespieler
Erste größere internationale Aufmerksamkeit erlangte Messi, nachdem er am 10. März 2007 im El Clásico gegen Real Madrid im Alter von nur 19 Jahren alle drei Tore für den FC Barcelona erzielt und den seit Ende der ersten Halbzeit in Unterzahl spielenden Katalanen so vor allem mit dem Ausgleichstor in der Nachspielzeit zum Unentschieden verholfen hatte.
Sein Tor zum 2:0 für den FC Barcelona im Pokalspiel gegen den FC Getafe am 18. April 2007, bei dem er innerhalb von zwölf Sekunden über das halbe Spielfeld sprintete und dabei vier Feldspieler und den Torwart überspielte, wurde mit dem WM-Tor des Jahrhunderts von Diego Maradona am 22. Juni 1986 im WM-Viertelfinalspiel zwischen Argentinien gegen England verglichen. Maradona erzielte in der genannten WM-Partie mit Hilfe der von ihm so bezeichneten Hand Gottes einen weiteren Treffer. Messi schoss ein vergleichbares Tor am 9. Juni 2007 im Spiel gegen den Stadtrivalen Espanyol Barcelona. Das Spiel endete 2:2, wobei Messi beide Tore für den FC Barcelona erzielte. Die Schiedsrichter konnten das Handspiel nicht erkennen, jedoch zeigten spätere Pressebilder klar, wie zuletzt Messis Hand den Ball berührt hatte. Die Medien benutzen die Bezeichnung „Hand Gottes“ ohne Vorbehalte, Messi dagegen kommentierte den Treffer, anders als Maradona 1986, nicht. Messi galt zu dieser Zeit als eines der größten Talente des argentinischen Fußballs und wurde auch aufgrund dieser Parallelen als Nachfolger von Maradona gesehen. Maradona selbst gab gegenüber der Presse an, Messi würde ein besserer Fußballer werden, als er selbst es je gewesen war.

#### 2008 bis 2013: Erstes Triple, viermal Weltfußballer in Folge und Rekordjahr 2012

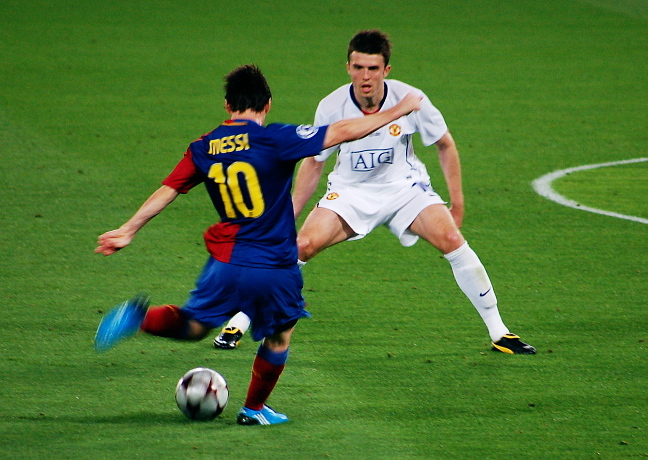
Messi im UEFA-Champions-League-Finale 2009, hier gegen Michael Carrick

Im März 2009 lehnte er ein Angebot von Manchester City mit einer Ablösesumme von 112,5 Millionen Euro ab. Ein verbessertes Angebot von Manchester City im Mai 2009 mit einer Ablösesumme von 150 Millionen Euro und einem Netto-Jahresgehalt von über 12 Millionen Euro (ohne Werbegelder) lehnte er ebenfalls ab. Am 27. Mai 2009 gewann er im Stadio Olimpico in Rom mit dem FC Barcelona das Finale der UEFA Champions League 2008/09 gegen Manchester United, traf selbst per Kopf zum 2:0-Endstand. Mit neun Toren wurde er außerdem Torschützenkönig in diesem Wettbewerb. Nachdem er zuvor schon mit Barcelona die Spanische Meisterschaft sowie die Copa del Rey hatte gewinnen können, verhalf er seinem Team mit dem Sieg der Champions League zum ersten Triple der Vereinsgeschichte.
Im September 2009 verlängerte Messi seinen Vertrag bei Barcelona bis 2016, dabei wurde das Gehalt auf 12,5 Millionen Euro im Jahr und die Ablösesumme auf 250 Millionen Euro festgesetzt. Für Messi war es bereits die sechste Gehaltserhöhung bei Barça innerhalb von fünf Jahren, wodurch er inzwischen der bestbezahlte Spieler im Kader war. Mit einem Jahresgesamteinkommen von knapp 33 Millionen Euro war er der Topverdiener unter den Fußballprofis.
2009 wurde Messi in den Medien wiederholt als bester Spieler der Welt gehandelt. Bereits 2008 hatte die brasilianische Stürmerlegende Pelé ihn als solchen bezeichnet. Messi selbst waren solche Superlative in der Vergangenheit eher unangenehm. Ende 2009 wurde der 22-Jährige mit dem größten Vorsprung in der 54-jährigen Geschichte des prestigeträchtigen Ballon d’Or von France Football erstmals zum „Weltfußballer des Jahres“ gekürt. Messi erreichte demnach 240 Punkte mehr als der Zweitplatzierte, Cristiano Ronaldo, er erhielt 473 von 480 maximal möglichen Punkten (siehe Ballon d’Or 2009). Zudem wurde er erstmals FIFA-Weltfußballer des Jahres. Auch bei der FIFA-Wahl erreichte Messi (1056 Stimmen) deutlich vor Cristiano Ronaldo (352) den 1. Platz.
Am 6. April 2010 erzielte Messi beim 4:1-Sieg im Viertelfinal-Rückspiel der Champions League gegen den FC Arsenal alle vier Treffer, darunter einen Hattrick in der ersten Halbzeit. Er ist damit der erste Spieler, der vier Tore in einem Champions-League-Spiel außerhalb der Gruppenphase erzielte. In Gruppenspielen war dies zuvor fünf anderen Spielern gelungen. Arsène Wenger nannte Messi nach dem Spiel den besten Fußballer der Welt und bezeichnete ihn als „unaufhaltbar“ und „wie aus der Playstation“. In der Saison 2009/10 erzielte er in 53 Pflichtspielen 47 Tore und war damit der beste Schütze seiner Mannschaft. Ebenfalls wurde er mit 34 Treffern in der Liga Torschützenkönig. Damit stellte er beide Male den Vereinsrekord des Brasilianers Ronaldo Nazario ein, der in der Saison 1996/97 ebenfalls 47 Pflichtspieltore und davon 34 Ligatore erzielt hatte. Laut Studien war er damals der wertvollste Spieler der Welt.

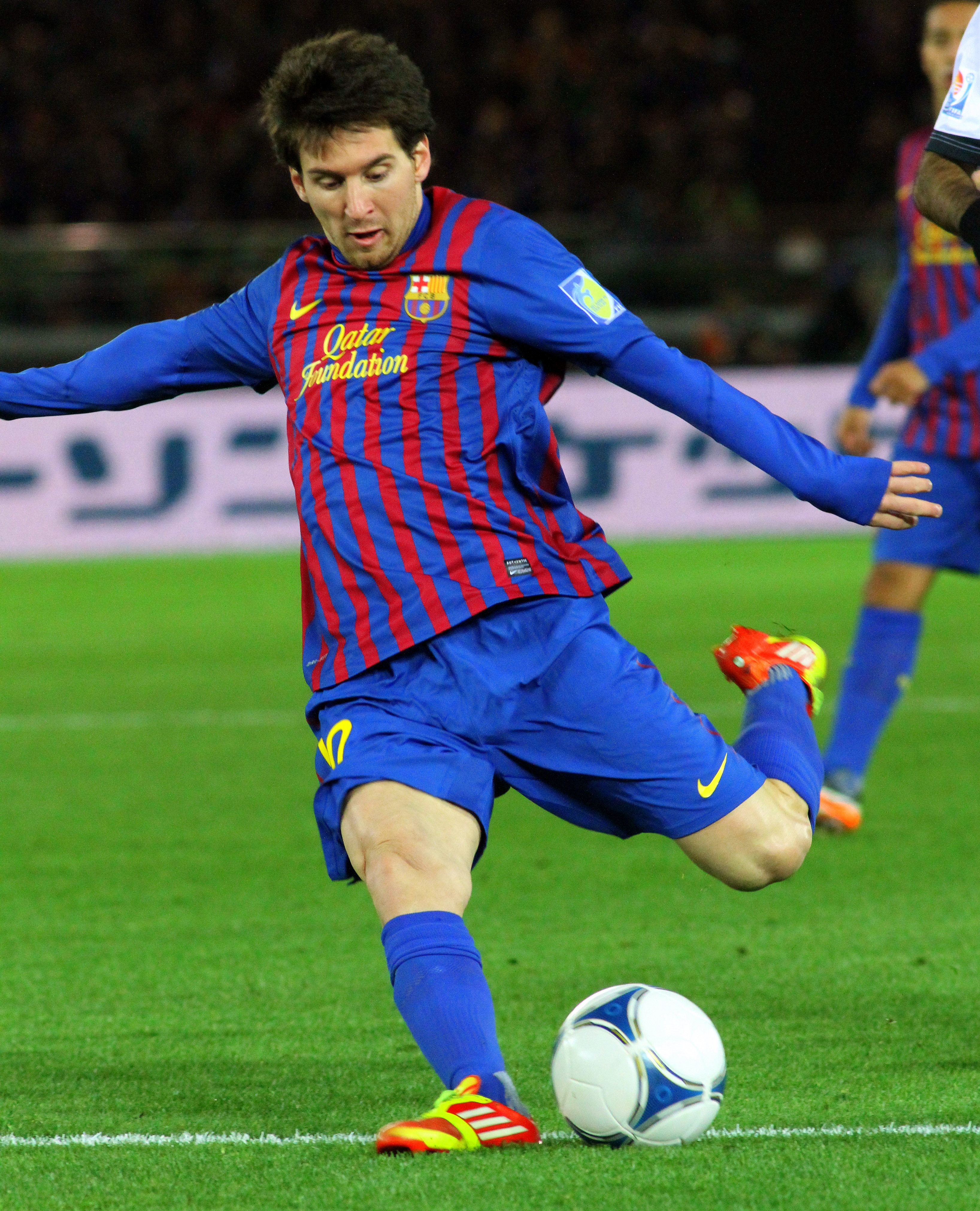
Messi im Trikot des FC Barcelona 2011

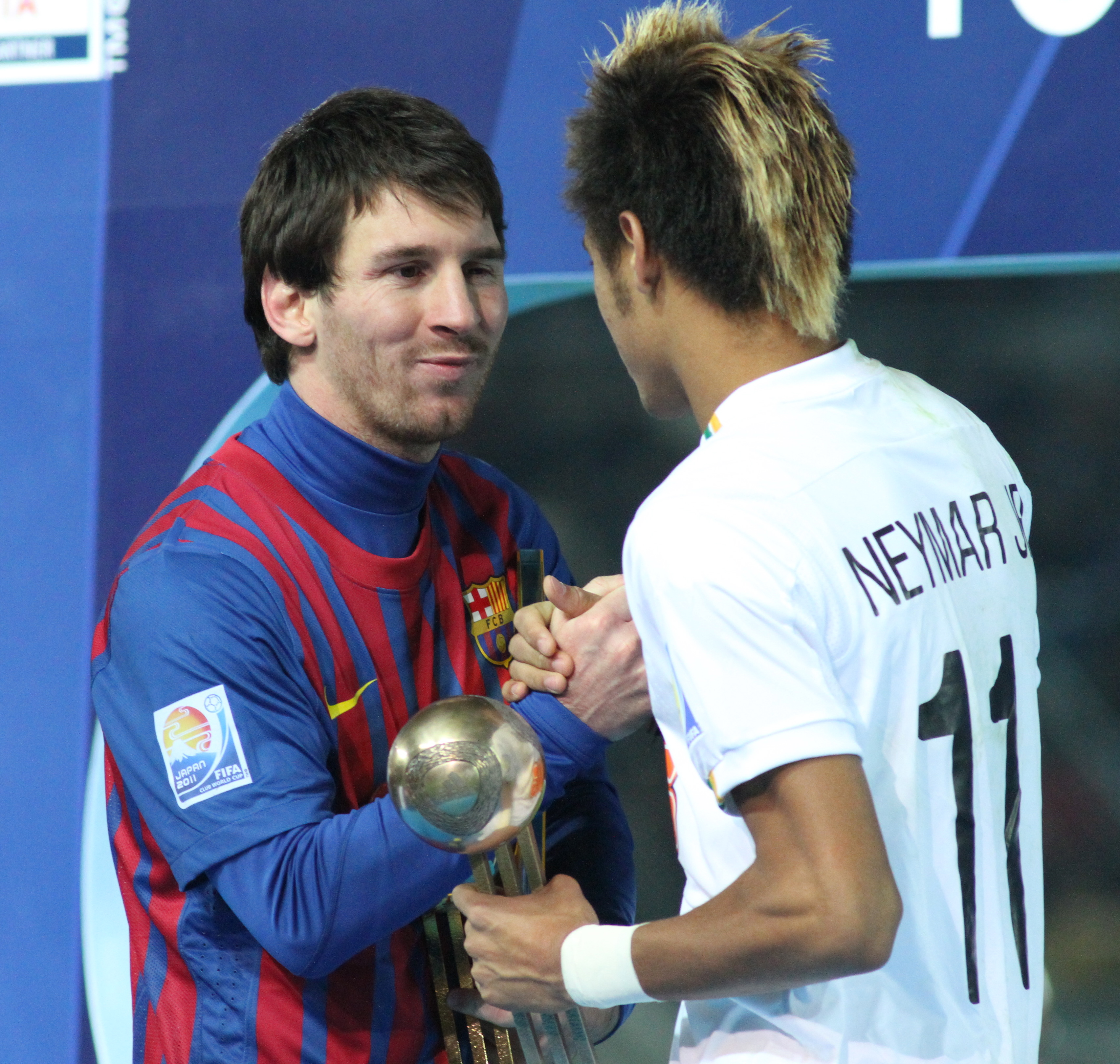
Messi und Neymar (2011)

Ende 2010 wurde Messi mit dem FIFA Ballon d’Or 2010 – France Football und die FIFA vergaben ihre Preise ab diesem Jahr gemeinsam – zum zweiten Mal als „Weltfußballer des Jahres“ ausgezeichnet.
Beim Ligaspiel am 23. April 2011 erzielte er gegen CA Osasuna sein 50. Saisontor im 49. Pflichtspiel und stellte damit den Torrekord pro Saison von Ferenc Puskás ein. Durch sein Tor zum zwischenzeitlichen 2:1 im Champions-League-Finale im Wembley-Stadion gegen Manchester United (Endstand: 3:1) erhöhte er seine Ausbeute auf 53 Pflichtspieltore in 55 Spielen. Es war in der laufenden Champions-League-Saison sein 12. Treffer, damit stellte er den Rekord von Ruud van Nistelrooy ein. Beim Finalsieg 2011 wurde er zum Man of the Match gewählt und gewann seinen dritten Champions-League-Titel. Am Ende der Saison erhielt er zum dritten Mal in Folge die Alfredo-Di-Stéfano-Trophäe für den besten Spieler der spanischen Liga. Ebenfalls wurde er von der UEFA zum Besten Spieler in Europa ernannt. Er ist der erste Titelträger der neuen Auszeichnung.
Im Januar 2012 gewann er für seine Leistungen im Kalenderjahr 2011 als erster Spieler zum dritten Mal in Folge den FIFA Ballon d’Or (einmal als traditionellen Ballon d’Or). Damit zog er mit den Ballon-d’Or-Rekordgewinnern Marco van Basten, Johan Cruyff und Michel Platini gleich, die diesen Preis jedoch noch als „Europas Fußballer des Jahres“ erhielten.
Am 19. Februar 2012 absolvierte er sein 200. Ligaspiel für den FC Barcelona, dabei erzielte er vier der fünf Tore seiner Mannschaft. Am 7. März 2012 schoss Messi in der UEFA Champions League 2011/12 beim 7:1-Heimspielerfolg im Achtelfinal-Rückspiel gegen Bayer 04 Leverkusen als erster Spieler fünf Tore in einem Spiel in der Geschichte dieses Wettbewerbs. Für den damaligen Leverkusener Sportmanager und ehemaligen deutschen Spieler Rudi Völler war Messi „auf einer Stufe mit Cruyff, Maradona und Pelé“ und Leverkusens Trainer Robin Dutt sprach von einem „Außerirdischem“. Ebenfalls im März erreichte Messi als jüngster Spieler in der Ligageschichte die 150-Tore-Marke und überholte mit 234 Pflichtspieltoren César als erfolgreichsten Pflichtspiel-Torjäger in der Vereinsgeschichte des FC Barcelona (den Rekord als Torjäger in Pflicht- und Freundschaftsspielen hält Paulino Alcántara mit 369 Toren). In der Champions League war er zum vierten Mal in Folge bester Torschütze, was vor ihm noch niemand geschafft hatte. In dieser Saison übertraf er zudem den Rekord von Gerd Müller, der in der Saison 1972/73 67 Pflichtspieltreffer erzielt hatte.
Im Kalenderjahr 2012 erzielte er 91 Tore in 69 Pflichtspielen und überholte damit Gerd Müller, der 1972 insgesamt 85 Tore in 60 Pflichtspielen schoss. Anfang 2013 erhielt er als erster Spieler zum vierten Mal den FIFA Ballon d’Or als „Weltfußballer des Jahres“. Damit wurde Messi zum Rekordgewinner des seit 1956 verliehenen Ballon d’Or. Einen Monat später verlängerte Messi seinen Vertrag um zwei weitere Jahre und war somit bis 2018 vertraglich an den FC Barcelona gebunden. Sein Jahresgehalt soll 13 Millionen Euro betragen haben. Inklusive Werbeeinnahmen kam er auf 35 Millionen Euro netto pro Jahr, womit er zu diesem Zeitpunkt nach David Beckham der bestverdienende Fußballprofi weltweit war.

#### 2013 bis 2015: Formverlust und Wiedererstarkung, zweites Triple und fünfter Ballon d’Or

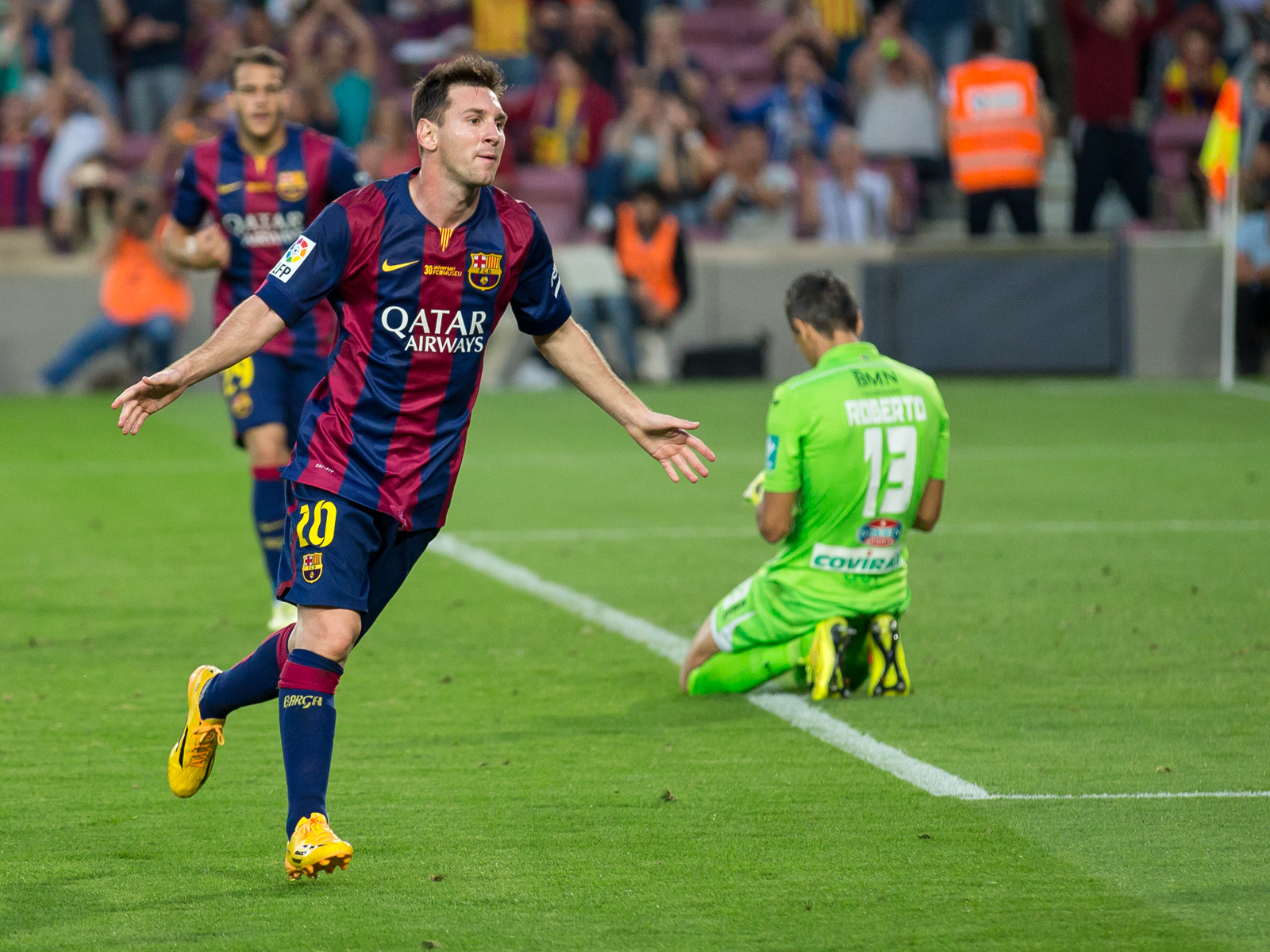
Messi bejubelt ein Tor gegen den FC Granada im Oktober 2014.

Am 22. November 2014 in der Saison 2014/15 erzielte Messi beim 5:1-Sieg gegen den FC Sevilla sein 251. bis 253. Ligator und überholte somit Zarra, der den Rekord mit 251 Toren seit 1955 innehatte, als Rekordtorschütze der Primera División. Am darauffolgenden Champions-League-Spieltag am 25. November 2014 brach Messi beim 4:0-Sieg bei APOEL Nikosia den 71-Tore-Rekord von Raúl mit seinen Treffern 72 bis 74. Messi sicherte sich mit dem FC Barcelona das zweite Triple der Vereinsgeschichte, nachdem Juventus Turin im Finale der UEFA Champions League 2014/15 mit 3:1 bezwungen wurde. Zudem gewann man in dieser Saison auch den UEFA Supercup und die FIFA-Klub-Weltmeisterschaft 2015. Da Messi außerdem auch bei der Supercopa de España 2015 (Spanischer Supercup) gegen Bilbao und bei der Copa America 2015 traf, war er der erste Spieler, der innerhalb eines Kalenderjahres in sieben verschiedenen Wettbewerben mindestens einen Treffer erzielen konnte.

#### 2015 bis 2018: Nationale Erfolge und Rekordtorjäger
In der Spielzeit 2015/16 verteidigte Barcelona das Double aus Liga und Pokal erfolgreich. Messi gewann damit bereits seine achte nationale Meisterschaft. Mit 26 Toren war er drittbester Torschütze hinter Luis Suárez (40) und Cristiano Ronaldo (35).
Mit 80 Treffern übernahm Ronaldo von Messi am ersten Gruppenspieltag der Champions-League-Saison 2015/16 erstmals die Führung als Torschützenkönig in der Champions League. Beide Spieler erhöhten seitdem die Anzahl der Tore auf jeweils über hundert Tore, wobei Messi die bessere Torquote pro Spiel zeigt.
Im Januar 2016 wurde Messi zum fünften Mal mit dem FIFA Ballon d’Or als „Weltfußballer des Jahres“ ausgezeichnet. Er war der letzte – und mit Cristiano Ronaldo der einzige – Gewinner dieser Gemeinschaftsauszeichnung, da France Football und die FIFA ab der Weltfußballer-Wahl 2016 wieder getrennte Wege gingen. Diese Titel zählten in die regulären Gewinnerliste des Ballon d’Or und des FIFA-Weltfußballers, die Messi zu diesem Zeitpunkt mit jeweils fünf Auszeichnungen anführte.
Am 23. April 2017, dem 33. Spieltag der Primera-División 2016/17, schoss er beim 3:2-Auswärtssieg gegen Real Madrid im 174. Clásico der spanischen Ligageschichte mit dem Siegtreffer in der Nachspielzeit der zweiten Hälfte sein 500. Pflichtspieltor für den FC Barcelona. Die Saison beendete Barcelona mit dem dritten Copa-del-Rey-Gewinn in Folge. Das Jahr 2017 beendete Messi mit insgesamt 54 Toren für Klub und Nationalmannschaft, wobei er im letzten Spiel des Jahres gegen Real Madrid mit seinem 526. Pflichtspieltor für den FC Barcelona Gerd Müllers Rekord für die meisten Tore für einen Verein aus den europäischen Topligen überholte.

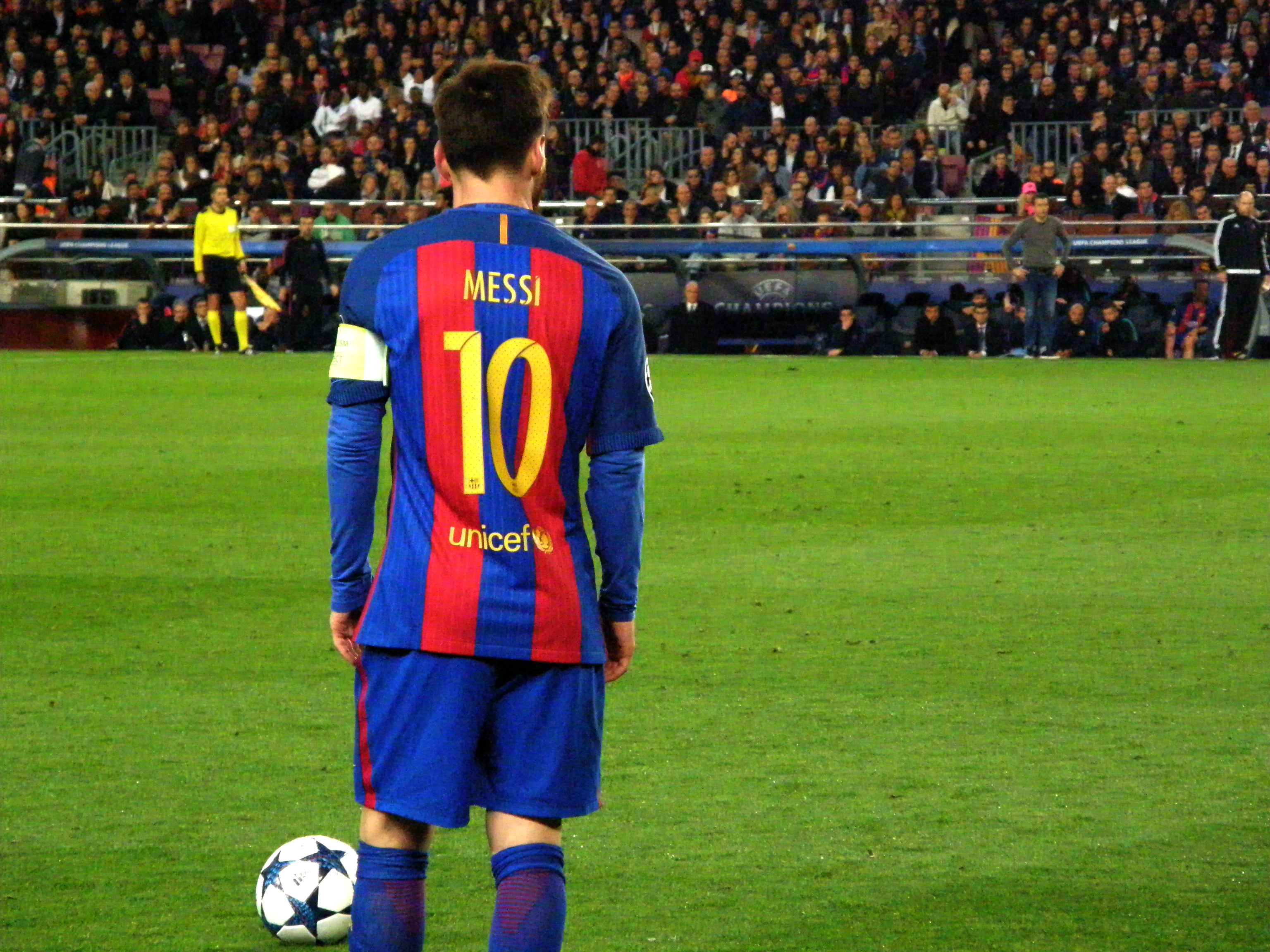
Messi beim Champions-League-Spiel gegen Paris Saint-Germain am 8. März 2017 (6:1)

In der Saison 2017/18 gewann Messi mit dem FC Barcelona seine neunte Meisterschaft. Mit seinen 34 Ligatoren sicherte er sich zudem seinen jeweils fünften Pichichi als bester Torschütze in La Liga und Goldenen Schuh als bester Torschütze in Europas Fußballligen. Mit dem vierten Gewinn der Copa del Rey in Folge erreichte er mit seinem Verein, neben zwei Gewinnen des Triples, bereits das dritte Double in seiner Karriere. Am 7. Januar 2018 schoss Messi sein 1000. offiziell registriertes Tor seiner Karriere beim 3:0-Sieg über Levante.

#### 2018 bis 2021: Sechstes Mal Weltfußballer, Wechselwunsch und letzte Saison in Barcelona

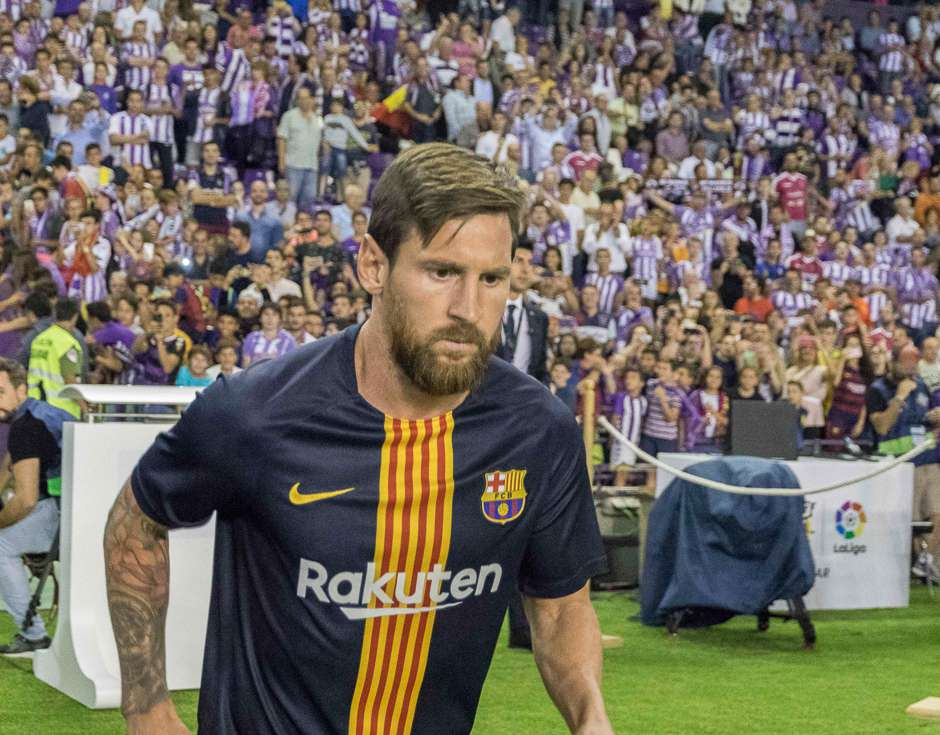
Lionel Messi vor einem Ligaspiel gegen Real Valladolid (2018)

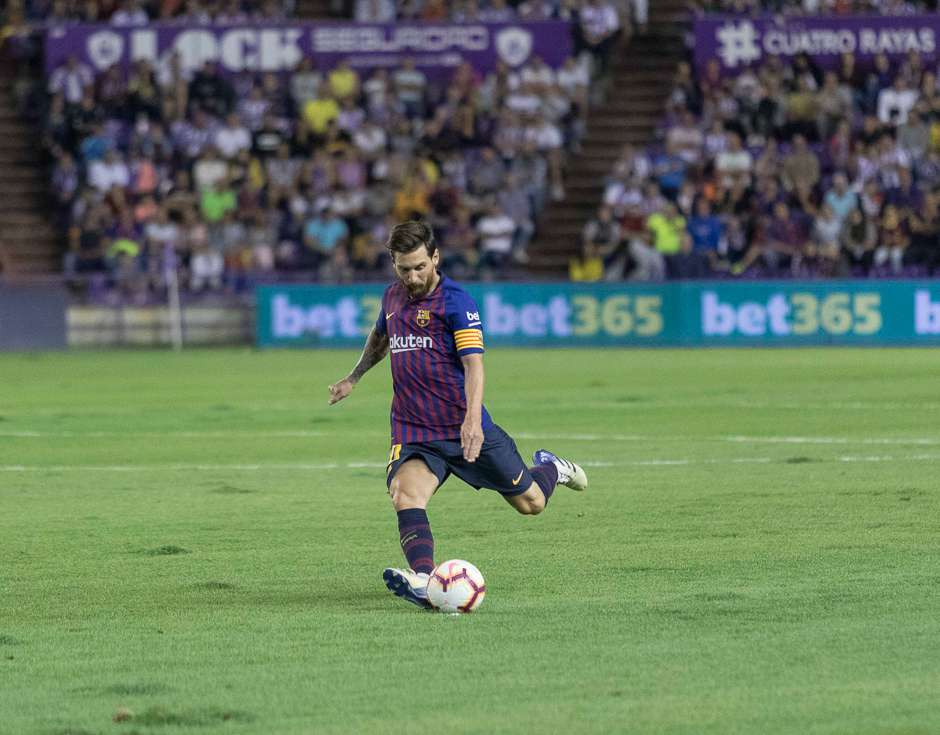
Lionel Messi im Ligaspiel gegen Real Valladolid (2018)

In der Saison 2018/19 wurde Messi neuer Mannschaftskapitän als Nachfolger von Andrés Iniesta. Messi gewann seine 33. Trophäe mit dem FC Barcelona am 12. August 2018 bei der Supercopa de España 2018 gegen den FC Sevilla mit 2:1 und erreichte damit als Rekordspieler (18 Spiele) sowie Rekordtorschütze (13 Treffer) mit acht Titeln auch die meisten Erfolge in diesem Wettbewerb. Am 18. August 2018 schoss er beim 3:0-Sieg gegen Deportivo Alavés das 6000. Erstligator des FC Barcelona. Am 13. Januar 2019 verbesserte Messi beim 3:0 gegen SD Eibar seinen Torrekord in der spanischen Liga mit dem 400. Tor in 435 Spielen, womit er durchschnittlich fast ein Tor pro Spiel (Torquote 0,92) seit seinem Debüt erzielte. Im Rückspiel der Copa del Rey 2018/19 gegen den FC Sevilla schoss Messi seinen 50. Treffer in 70 Spielen in diesem Wettbewerb. Am 22. Februar 2019 erzielte er zwei Treffer beim 2:2 gegen den FC Valencia und sicherte damit dem FC Barcelona nicht nur einen Punkt, sondern erreichte so mit 21 Ligatoren in 20 Spielen auch in seiner elften Spielzeit in der Liga in Serie mindestens 20 Tore, was vor ihm bisher noch kein Spieler in einer der fünf europäischen Top-Ligen schaffte. Am 23. Februar 2019 drehte Messi beim 4:2 gegen den FC Sevilla das Spiel und erzielte seinen dritten Hattrick in der Saison (Champions League, LaLiga), den 33. Hattrick in der Liga, den 44. mit Barcelona und den 36. Treffer in 37 Spielen gegen den FC Sevilla. Er erreichte damit auch das 50. Spiel in seiner Karriere mit drei oder mehr Toren (sechs davon mit der Nationalmannschaft Argentiniens). Am 31. März 2019 schoss Messi beim 2:0 (0:0) im katalanischen Derby gegen Espanyol Barcelona seine Treffer 30 und 31 in der spanischen Liga und erzielte zusammen mit den Toren in der Champions League (8) sowie dem spanischen Pokal (2) damit in den vergangenen zehn Jahren in jeder Saison mehr als 40 Pflichtspieltore. Er traf am 6. April 2019 zum 2:0 im Spiel gegen den Tabellenzweiten Atletico Madrid und sicherte sich den Rekord des Spielers mit den meisten Siegen (335) in LaLiga.
In der Primera División gewann Messi mit dem FC Barcelona seine zehnte Meisterschaft. In allen Wettbewerben (La Liga, Copa del Rey, Supercopa, Champions League) erzielte er insgesamt 51 Tore und 22 Torvorlagen in 50 Spielen. Mit 36 Ligatoren sicherte er sich den sechsten Pichichi (Rekord) als bester Torschütze in La Liga sowie zum sechsten Mal den Goldenen Schuh als Torschützenkönig Europas. Messi wurde mit 31 Jahren, elf Monaten und 25 Tagen der älteste Gewinner des Goldenen Schuh vor dem Mexikaner Hugo Sánchez. Mit 12 Toren in 10 Spielen wurde Messi zum sechsten Mal Torschützenkönig der UEFA Champions League. Am 1. Mai 2019 schoss er zwei Tore und somit sein 600. Tor beim 3:0-Sieg im Halbfinal-Hinspiel gegen den FC Liverpool. Dieses Tor wurde von der UEFA später zum Goal of the Season 2018/19 gewählt, einen Preis den Messi von der UEFA bereits in den Spielrunden 2014/15 und 2015/16 erhalten hatte. Messi wurde am 29. August 2019 von der UEFA für die Saison 2018/19 zum besten Angreifer Europas sowie zum zweitbesten Spieler Europas nach Virgil van Dijk gewählt. Am 24. September 2019 wurde er bei den Best FIFA Football Awards vor Virgil van Dijk und Cristiano Ronaldo zum sechsten Mal zum FIFA-Weltfußballer des Jahres gewählt (die vier Auszeichnungen mit dem FIFA Ballon d’Or zählen auch für die Gewinnerliste des FIFA-Weltfußballers). Zudem wurde er am 2. Dezember 2019 – ebenfalls vor van Dijk und Ronaldo – zum sechsten Mal von France Football mit dem Ballon d’Or als „Weltfußballer des Jahres“ ausgezeichnet. Damit übernahm Messi in beiden Auszeichnungen mit sechs Titeln wieder vor Cristiano Ronaldo die Führung, der 2017 hatte ausgleichen können. 
Am 23. Oktober 2019 erzielte Messi mit seinem Treffer beim 2:1-Sieg gegen Slavia Prag als erster Spieler in 15 Saisons der UEFA Champions League in Folge mindestens ein Tor. Zudem zog er mit den bisherigen Rekordhaltern Cristiano Ronaldo und Raúl gleich, die gegen 33 verschiedene Mannschaften in der Königsklasse getroffen haben. Am 29. Oktober 2019 traf er zudem zweimal beim 5:1 gegen Real Valladolid. Er überholte damit mit nun 608 geschossenen Toren auf Klub-Ebene Cristiano Ronaldo in der Karriere-Wertung, wobei er für seine Toranzahl 118 Spiele weniger benötigte. Auch erzielte er das 50. direkte Freistoßtor seiner Karriere. Am 9. November 2019 erhöhte Messi beim 4:1-Sieg gegen Celta Vigo die Anzahl seiner direkten Freistoßtore auf 52. Mit seinem 34. Dreierpack stellte Messi den Hattrickrekord von Cristiano Ronaldo in der Primera Division ein, Seine bis dato insgesamt 52 Hattricks erzielte er in der UEFA Champions League (8), in der spanischen Liga (34), in der Copa del Rey (3), im spanischen Superpokal (1) und in der Nationalmannschaft (6). Mit seinem 35. Dreierpack am 8. Dezember 2019 beim 5:2 des FC Barcelona gegen Real Mallorca wurde Messi alleiniger Rekordhalter der spanischen Liga. Am 14. Juni erzielte er beim 4:0 gegen Real Mallorca ein Tor, womit er als erster Spieler der spanischen Liga 20 oder mehr Tore in 12 aufeinanderfolgenden Spielrunden schoss. Am 11. Juli 2020 wurde er beim 1:0 gegen Real Valladolid mit 22 Toren und 20 Vorlagen der erste Spieler in der Geschichte der spanischen Liga, der mindestens 20 Tore und 20 Torvorlagen in einer Saison schaffte. In Europa gelang dies im 21. Jahrhundert in den Top-Fünf-Ligen nur seinem ehemaligen Sturmpartner Thierry Henry mit dem FC Arsenal in der Saison 2002/03 mit 24 Treffern und 20 Vorlagen. Am 19. Juli 2020, am letzten Spieltag gegen Alaves, überholte er mit der 21. Torvorlage Xavis Rekord aus der Saison 2008/09 in der spanischen Liga. Mit seinen Toren wurde er mit dem siebten Pichichi zudem vor Zarra alleiniger Rekordhalter in der Geschichte der Primera División. Gleichzeitig stellte er den Rekord von Hugo Sánchez mit vier aufeinanderfolgenden Pichichi-Trophäen ein, die dieser von 1984/85 bis 1987/88 bei Atlético und Real Madrid gewonnen hatte. In der Champions League erzielte Messi in acht Spielen drei Tore. Aufgrund der COVID-19-Pandemie musste die Spielzeit im August 2020 ab dem Viertelfinale mit einem Finalturnier in Lissabon beendet werden. Dort verlor der FC Barcelona im Viertelfinale mit 2:8 gegen den späteren Sieger FC Bayern München.
Am 25. August 2020 bestätigte der FC Barcelona der Nachrichten- und Presseagentur AP, dass Messi seinen noch bis zum 30. Juni 2021 laufenden Vertrag, dessen in Spanien obligatorische Ausstiegsklausel bei 700 Millionen Euro lag, per Burofax (Einschreiben) einseitig aufgelöst hätte. Dies war ihm laut einer Klausel bis zum 10. Juni jeden Jahres möglich. Da die Saison für den FC Barcelona aufgrund der COVID-19-Pandemie erst Mitte August endete, hätte die Frist, die normalerweise rund zwei Wochen nach dem letzten Pflichtspiel der Saison ablief, laut Messi ebenfalls angepasst werden müssen. In der Folge kam es zu Protesten vor dem Camp Nou, bei denen Messis Verbleib und der Rücktritt des Präsidenten Josep Maria Bartomeu gefordert wurden. Nach der Ansicht des FC Barcelona war die Kündigung jedoch unwirksam. Am 30. August erschien Messi nicht zum Corona-Test für den Trainingsbeginn am folgenden Tag. Wenige Stunden später gab die Liga bekannt, dass Messis Vertrag weiterhin gültig wäre und sie keine Freigabe für einen Wechsel erteilen würde. Am 4. September 2020 äußerte sich Messi in einem Interview mit Goal.com und Spox.com zu den Vorgängen: Er hätte den Verantwortlichen schon das gesamte Jahr über mitgeteilt, Barça verlassen zu wollen, da die Mannschaft seiner Meinung nach mehr junge Spieler bräuchte. Er wollte seine letzten Jahre als Fußballer glücklich verbringen, was beim FC Barcelona nicht mehr der Fall gewesen wäre. Präsident Bartomeu hätte ihm immer versichert, dass er am Saisonende entscheiden könnte. Daher wäre er der Meinung gewesen, ablösefrei wechseln zu dürfen. Messi kritisierte, dass der Verein nach seiner Mitteilung auf den 10. Juni, als die Saison noch nicht beendet war, als Kündigungsfrist und die Ausstiegsklausel in Höhe von 700 Millionen Euro bestand und warf Bartomeu vor, sein Wort nicht gehalten zu haben. Messi verkündete, seinen Vertrag zu erfüllen, da er gegen den Verein nicht vor Gericht ziehen wollte. Ferner bezeichnete Messi das Management um Bartomeu als „Desaster“.

„Ich bleibe, weil der Präsident mir mitgeteilt hat, dass ich nur bei Aktivierung dieser Klausel gehen könnte. Und das ist unmöglich. Die andere Option war, dass ein Richter es klärt. Aber ich würde niemals gegen Barça vor Gericht ziehen, weil es der Klub ist, den ich liebe. Der mir alles gegeben hat, seit ich hierher kam. Es ist der Klub meines Lebens. Barça hat mir alles gegeben und ich habe Barça alles gegeben. Es kam mir nie in den Sinn, Barça vor Gericht zu ziehen.“

Im Januar 2021 veröffentlichte die spanische Zeitung El Mundo Teile seines 2017 abgeschlossenen Vertrags, der Ende Juni 2021 auslief, wonach für diesen Zeitraum ein Gehalt von 555.237.619 Euro (inklusive Bonuszahlungen) vereinbart wurde. Somit ist Messis Gehalt das bis dahin höchste der gesamten Sportgeschichte.
Messi erzielte in der Saison 2020/21 unter dem neuen Cheftrainer Ronald Koeman in 35 Ligaspielen 30 Tore und sicherte sich somit zum achten Mal sowie zum fünften Mal hintereinander die Pichichi-Trophäe. Der FC Barcelona wurde hinter Atlético Madrid und Real Madrid nur Dritter. In der Champions League erzielte der Argentinier in sechs Spielen fünf Tore, ehe man im Achtelfinale an Paris Saint-Germain scheiterte. In der Copa del Rey steuerte Messi in fünf Einsätzen drei Tore zum Titelgewinn bei.
Anfang August 2021 gab der FC Barcelona bekannt, dass eine Vertragsverlängerung mit Messi gescheitert wäre und dieser den Verein nach 21 Jahren verlassen würde. „Strukturelle und finanzielle Hindernisse“ wären der Grund dafür. Der seit März 2021 amtierende Präsident Joan Laporta erklärte, dass man sich mit Messi auf einen neuen Fünfjahresvertrag geeinigt hatte, wobei nur zwei Jahresgehälter ausgezahlt worden wären. Die Liga hätte dies aber nicht akzeptiert, da die Gehaltsausgaben des FC Barcelona bei einem Vertragsabschluss 110 Prozent der Einnahmen betragen hätten. Nach dem Financial Fair Play der Primera División dürfen die Gehaltsausgaben der Vereine jedoch nur „65 bis 70 Prozent“ der Einnahmen betragen. Laporta machte für die gescheiterte Verlängerung neben der Liga seinen Vorgänger Bartomeu verantwortlich, unter dem „schreckliche Entscheidungen“ getroffen worden wären und der mit seinem „katastrophalen Management“ ein „furchtbares Erbe“ hinterlassen hätte. Selbst ohne Messi betrügen die Gehaltsausgaben 95 Prozent der Einnahmen.
Seit seinem Debüt im Oktober 2004 hatte Messi in 778 Pflichtspielen 672 Tore erzielt und mit dem FC Barcelona 35 Titel gewonnen.

### Paris Saint-Germain

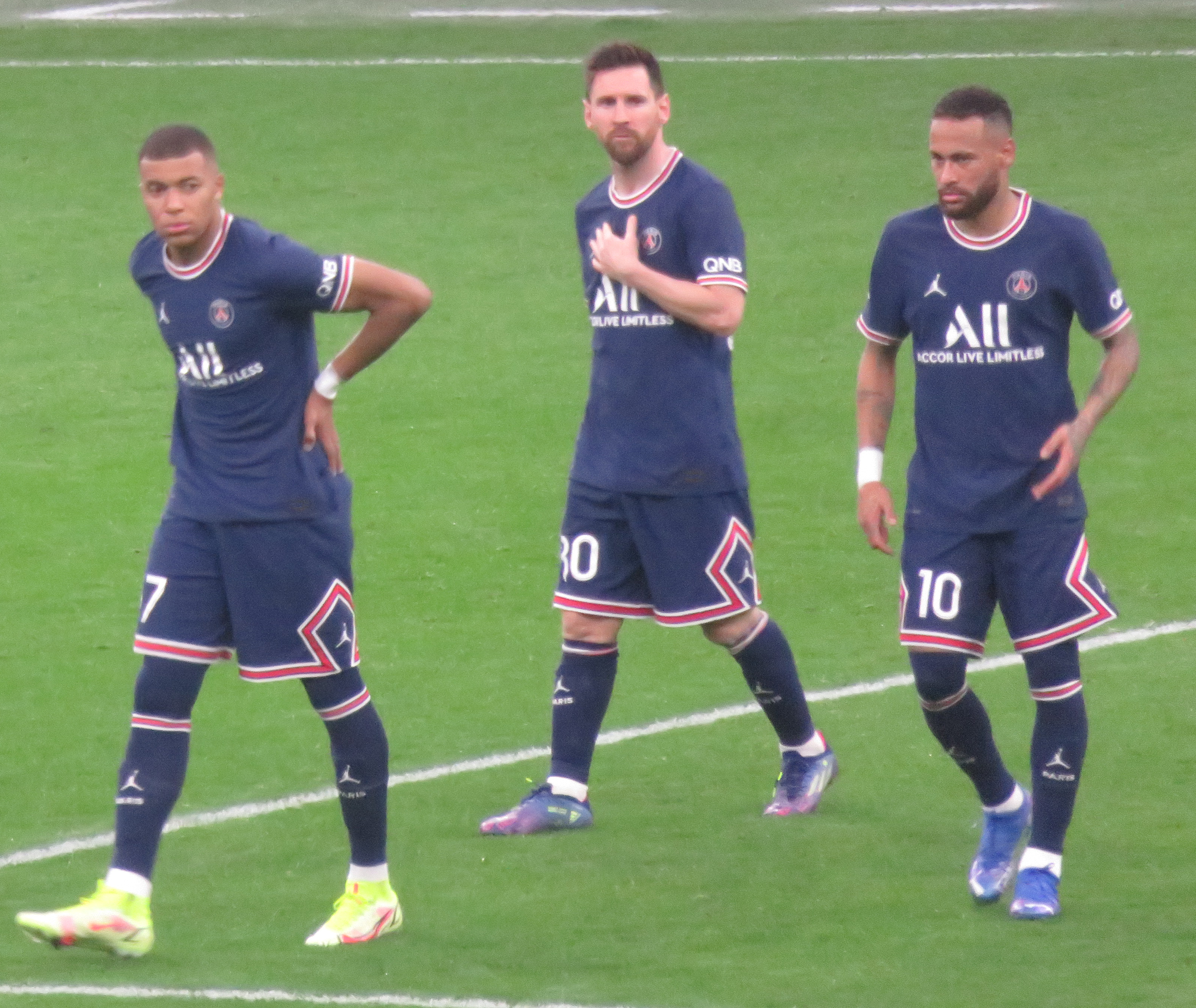
Messi gemeinsam mit Kylian Mbappé (l.) und Neymar (r., 2021)

Wenige Tage nach seinem Abschied vom FC Barcelona schloss sich Messi in der französischen Ligue 1 Paris Saint-Germain an. Der 34-Jährige unterschrieb einen Vertrag mit einer Laufzeit bis zum 30. Juni 2023, der eine Option auf ein weiteres Jahr enthielt. Bei PSG traf er in der Offensive u. a. auf Kylian Mbappé, seinen ehemaligen Mitspieler Neymar und seinen Nationalmannschaftskollegen Ángel Di María. Nach Gianluigi Donnarumma, Sergio Ramos, Achraf Hakimi und Georginio Wijnaldum war Messi der fünfte namhafte Neuzugang in dieser Transferperiode. Er stieß vor dem 2. Spieltag der Saison 2021/22 zur Mannschaft, die von seinem Landsmann Mauricio Pochettino trainiert wird. Da Messi aufgrund seiner Teilnahme an der Copa América 2021 und dem anschließenden Urlaub bisher keine Vorbereitung gehabt hatte, stand er am 2. und 3. Spieltag nicht im Kader. Am 4. Spieltag debütierte er schließlich für PSG, als er bei einem 2:0-Sieg bei Stade Reims in der Schlussphase eingewechselt wurde. Ende November 2021 wurde Messi zum siebten Mal von France Football mit dem Ballon d’Or als „Weltfußballer des Jahres“ ausgezeichnet, womit er seinen Vorsprung auf Cristiano Ronaldo (5 Titel) ausbaute. Bei der Wahl zum FIFA-Weltfußballer des Jahres musste er allerdings Robert Lewandowski den Vortritt lassen. Messi beendete die Spielzeit mit 26 Ligaspielen, in denen er lediglich 6 Tore erzielte. In der Champions League standen zwar 5 Tore in 7 Spielen zu Buche, jedoch schied die Mannschaft bereits im Achtelfinale gegen den späteren Sieger Real Madrid aus. Somit stand am Saisonende nur der Gewinn der französischen Meisterschaft. Für den Ballon d’Or 2022, der von nun an für die Leistungen in der vergangenen Saison vergeben wurde, wurde Messi erstmals seit 2005 nicht nominiert.
Bis zur Winterpause verbesserte Messi im Vergleich zur Vorsaison wieder seine Torquote: während ihm in der Saison 2021/22 gerade einmal sechs Tore in 26 Spielen gelangen, waren es bis zur Unterbrechung der Saison 2022/23 bereits sieben Tore in 13 Spielen. Messi beendete die Spielzeit mit 16 Toren in 32 Ligaspielen und wurde mit PSG erneut Meister. In den anderen Wettbewerben lief die Saison für den Verein jedoch enttäuschend. Im Coupe de France schied man wie im Vorjahr im Achtelfinale aus, wobei Messi erneut nur zu einem Einsatz im verlorenen Spiel kam. In der Champions League erzielte Messi während der Gruppenphase in 5 Spielen 4 Tore. Im Achtelfinale schied PSG in der Addition mit 0:3 gegen den FC Bayern München aus, wobei er in beiden Spielen eingesetzt wurde. Nach der Saison verließ der Argentinier den Verein mit seinem Vertragsende.

### Inter Miami

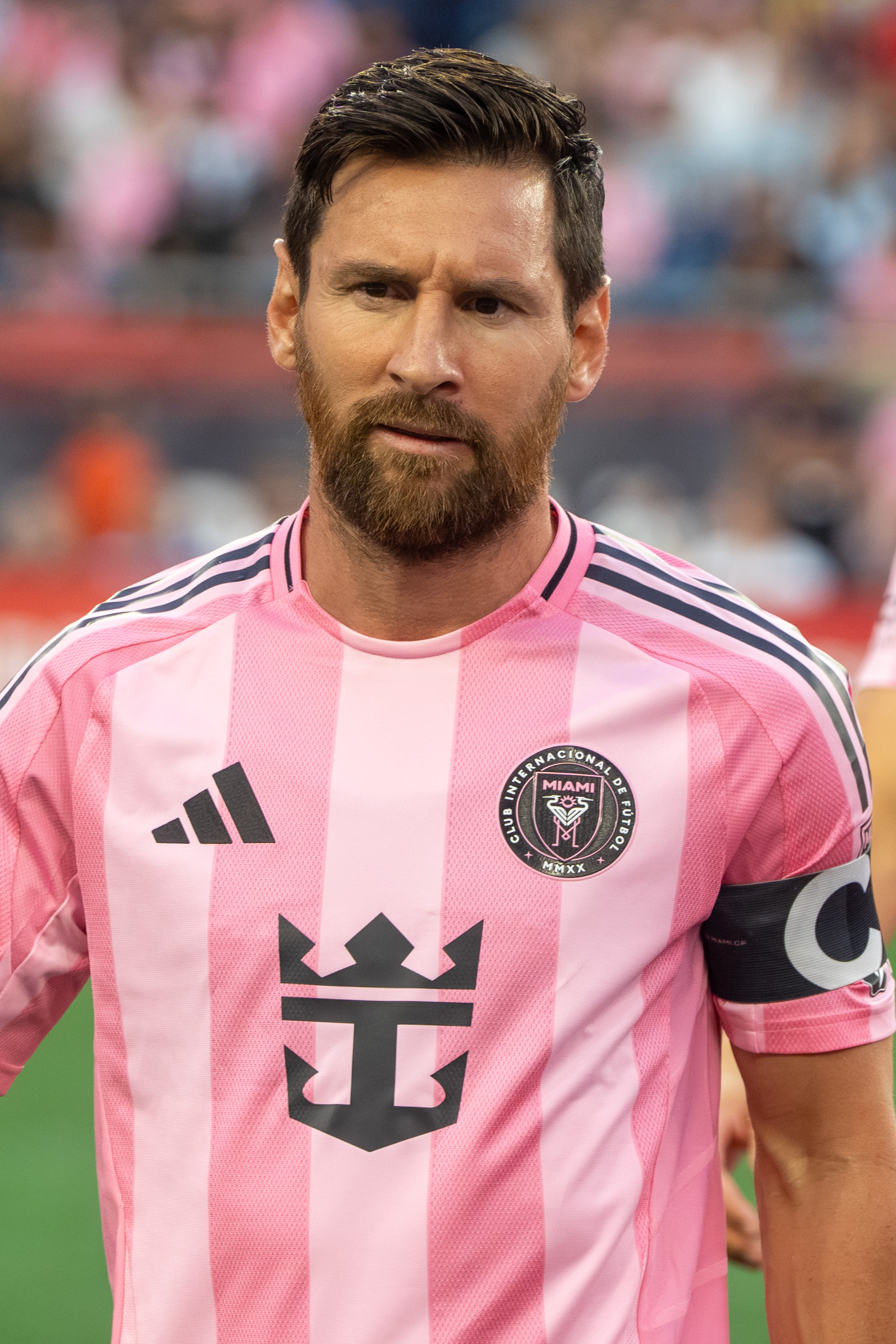
Messi bei Inter Miami (2025)

Nach seinem Vertragsende bei Paris Saint-Germain wechselte Messi Mitte Juli 2023 in die Major League Soccer zu Inter Miami. Der 36-Jährige unterschrieb einen Vertrag bis zum 31. Dezember 2025 und stieß während der laufenden Saison 2023 zum Franchise, das unter anderem David Beckham gehört. Dort traf er auf den argentinischen Cheftrainer Gerardo Martino, der ihn von 2013 bis 2014 beim FC Barcelona und von 2014 bis 2016 in der Nationalmannschaft trainiert hatte und sofort zum Mannschaftskapitän ernannte. Wenige Tage später verpflichtete Inter Miami Messis langjährige Mitspieler Sergio Busquets und Jordi Alba. Nach seiner Ankunft musste die Mannschaft zunächst im Leagues Cup, ein Turnier mit Teams der MLS und der mexikanischen Liga im WM-Modus, antreten. Messi wurde mit 10 Toren in 7 Spielen Torschützenkönig und verhalf dem Franchise damit zum ersten Titelgewinn. Zudem hatte man sich bereits mit dem Finaleinzug erstmals für den CONCACAF Champions Cup qualifiziert. Im Lamar Hunt U.S. Open Cup kam Messi beim Halbfinalsieg zum Einsatz. Im Finale, das man gegen Houston Dynamo verlor, fehlte er allerdings verletzt. In der MLS kam der Argentinier bis zum Ende der regulären Saison auf 6 Einsätze und ein Tor. Inter Miami, das sich bei seiner Ankunft am Tabellenende befunden hatte, belegte in der Eastern Conference den vorletzten Platz, womit man den Einzug in die Play-offs verpasste. Ende Oktober 2023 gewann Messi insbesondere aufgrund seiner Leistungen bei der Weltmeisterschaft 2022 den Ballon d’Or 2023, der sich auf die Saison 2022/23 bezog. Im Januar 2024 folgte „völlig überraschend“ vor Erling Haaland auch die Wahl zum FIFA-Weltfußballer des Jahres 2023, obwohl der Preis das Kalenderjahr 2023 umfasste. Beide Auszeichnungen gewann der Argentinier zum achten Mal, womit er seine Vorsprung als Rekordgewinner jeweils ausbaute. Die FIFA-Wahl stieß jedoch auf viel Kritik und Unverständnis. Am 19. Oktober 2024 wurde Messi nach einem Hattrick binnen 11 Minuten beim 6:2-Erfolg über New England Revolution zum Rekordtorschützen von Inter Miami (33 Tore).
Im Juni 2024 gab Messi seine Absicht bekannt, seine aktive Karriere ohne weiteren Vereinswechsel zu einem späteren Zeitpunkt beenden zu wollen. In der Saison 2024 führte Messi sein Team mit 20 Toren in 19 Spielen zum Gewinn der Eastern Conference und des MLS Supporters’ Shield. In den Play-offs scheiterte man allerdings in der ersten Runde an Atlanta United. Für seine Leistungen wurde Messi als Most Valuable Player (MVP) ausgezeichnet.

## Nationalmannschaftskarriere

### 2005 bis 2009: Erfolge in den Juniorenmannschaften und frühe Jahre bei den Herren

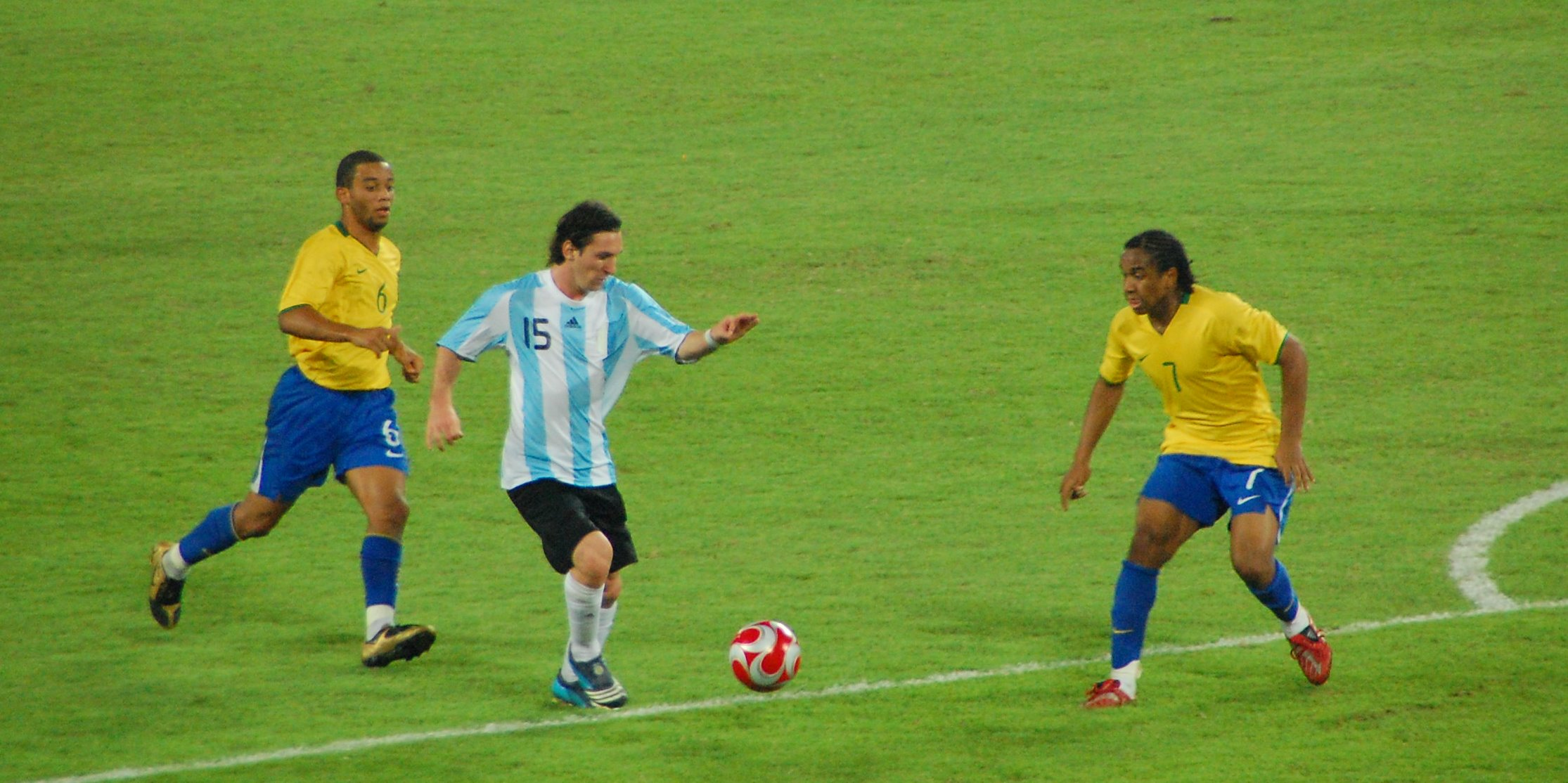
Messi im Halbfinale der Olympischen Spiele 2008 gegen Brasilien

Bei der Junioren-Weltmeisterschaft 2005 schoss Messi sechs Tore und wurde damit Torschützenkönig. Außerdem wurde er zum besten Spieler des Turniers gewählt. Seine entscheidenden Tore im Achtel- und Viertelfinale sowie im Halbfinale gegen den Favoriten Brasilien (2:1) sicherten den Einzug Argentiniens ins Finale. Dort verwandelte er beim 2:1-Sieg gegen Nigeria zwei Elfmeter.
Am 17. August 2005 feierte Lionel Messi sein Debüt gegen Ungarn in der Albiceleste, der argentinischen A-Nationalmannschaft. Allerdings sah er bereits wenige Sekunden nach seiner Einwechslung wegen einer Tätlichkeit die Rote Karte. Am 9. Oktober 2005 stand er in seinem dritten Länderspiel gegen Peru erstmals in der Startelf Argentiniens. In seinem sechsten Länderspiel gelang Messi am 1. März 2006 gegen Kroatien sein erstes Tor für die Albiceleste. Bei der Weltmeisterschaft 2006 war Messi im Kader Argentiniens und kam in drei Spielen zum Einsatz. Am 16. Juni 2006 gelang ihm im Vorrundenspiel gegen Serbien und Montenegro mit 18 Jahren und 357 Tagen sein erstes WM-Tor. Argentinien schied im Viertelfinale gegen Deutschland aus, wobei Messi in jenem Spiel nicht zum Einsatz kam.
Messi nahm mit Argentinien an der Copa América 2007 teil und belegte den zweiten Platz. Sein Treffer im Halbfinalspiel gegen Mexiko am 11. Juli 2007, bei dem er mit einem Heber aus dem Fußgelenk den Torhüter Oswaldo Sánchez aus ca. 15 Metern überlistete, sorgte für großes Aufsehen bei den Zuschauern. „So etwas machen nur Genies“, sagte Trainer Alfio Basile nach dem Abpfiff. Messi kam während des Turniers in allen sechs Spielen zum Einsatz und erzielte insgesamt zwei Treffer. Messi gewann mit Argentinien im August 2008 beim olympischen Fußballturnier in China die Goldmedaille.

### 2010 bis 2016: Kapitän, drei Finalniederlagen und Rücktritt

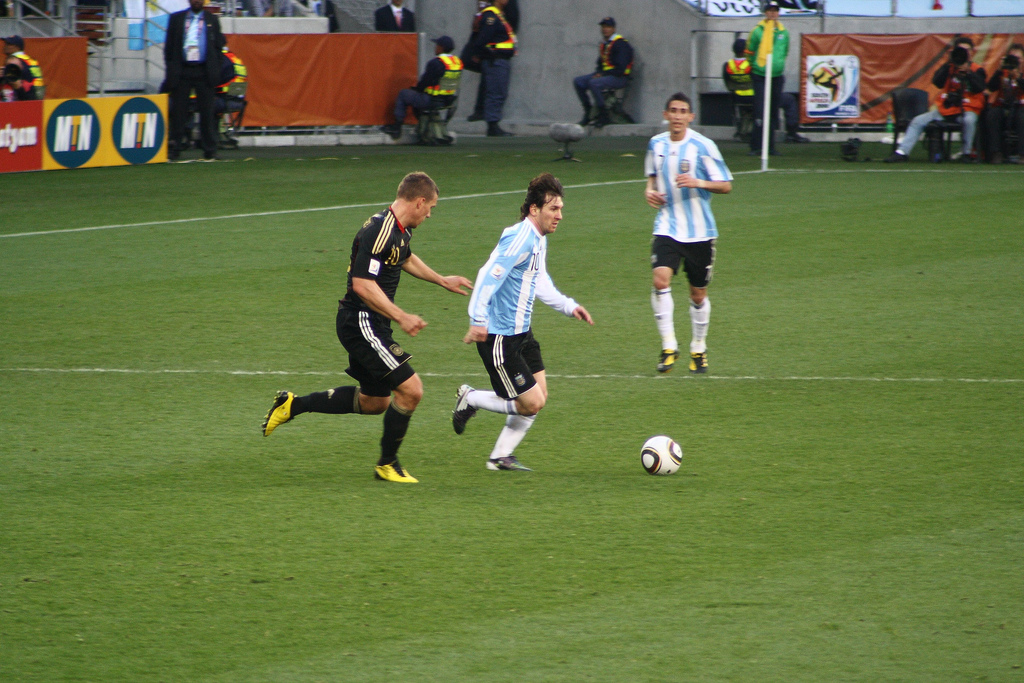
Messi im Zweikampf mit Lukas Podolski während des Viertelfinalspiels der WM 2010 (hinten: Ángel Di María)

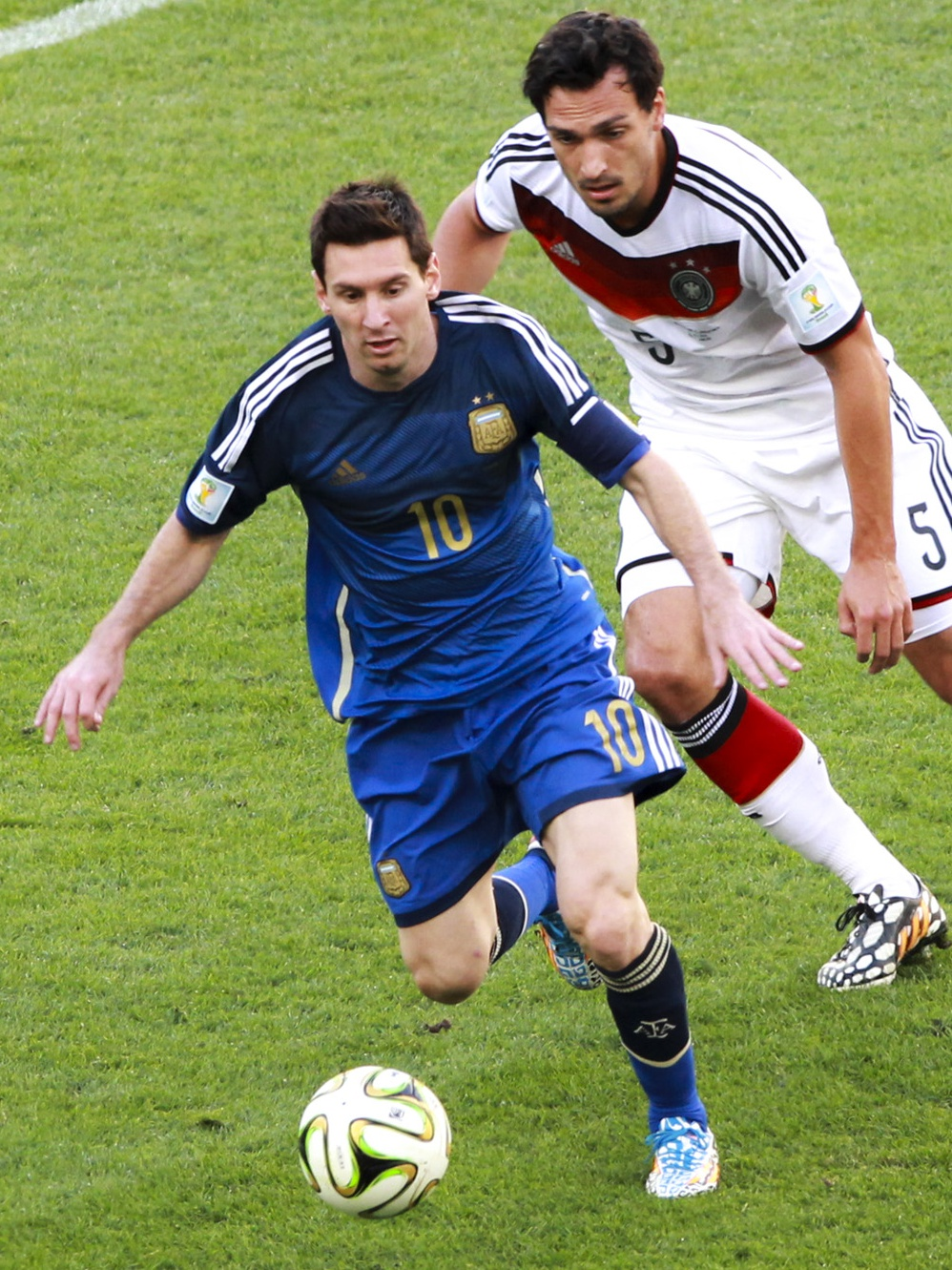
Messi im WM-Finale 2014 vor Mats Hummels

Bei der Weltmeisterschaft 2010 bekam Messi vom neuen Nationaltrainer Diego Maradona zum ersten Mal bei einem großen Turnier die Rückennummer 10. Im Viertelfinale unterlag Argentinien nach einem guten Start jedoch mit 0:4 der deutschen Auswahl. Bei der Copa América 2011 im eigenen Land schied er mit seiner Mannschaft im Viertelfinale gegen Uruguay aus. Bei der WM 2014 gewann die argentinische Nationalelf das erste Gruppenspiel mit 2:1 gegen Bosnien und Herzegowina, wobei Messi das zweite Tor erzielte. Gegen den Iran schoss er in der Nachspielzeit den 1:0-Siegtreffer und gegen Nigeria steuerte er zum 3:2-Erfolg zwei Tore in der ersten Halbzeit bei. Die Presse schrieb vielfach, dass er Argentinien quasi „im Alleingang“ in das Achtelfinale gebracht hätte. Er erzielte später noch ein Tor im Spiel gegen die Niederlande im Elfmeterschießen. Insgesamt kam er auf vier Tore (drittbester Torschütze) und eine Vorlage. Seine Treffer gegen Nigeria und Bosnien-Herzegowina wurden für das schönste Tor des Turniers nominiert. Das argentinische Team musste sich schließlich im Endspiel gegen Deutschland mit 0:1 n. V. geschlagen geben. Nach dem Finale wurde Messi von der FIFA als bester Spieler des Turniers mit dem Goldenen Ball ausgezeichnet. Dies wurde im Anschluss von Fußballexperten und Medien gleichermaßen kritisiert.
Bei der Copa América 2015 machte er im letzten Gruppenspiel gegen Jamaika als jüngster Südamerikaner sein 100. Länderspiel. Im Finale gegen Gastgeber Chile verlor Argentinien dann nach torlosen 120 Minuten im Elfmeterschießen mit 1:4, wobei Messi als einziger Argentinier traf. Von der technischen Kommission der CONMEBOL wurde er als Stürmer in die Mannschaft des Turniers gewählt. Übereinstimmenden Medienberichten zufolge war Messi für die Auszeichnung des Besten Spielers vorgesehen, diese erhielt am Ende jedoch kein Spieler. Sie wurde ohne eine offizielle Begründung vor der Preisvergabe entfernt, wobei Messi laut den Medien offenbar auf die Trophäe verzichtet haben soll.
Am 29. März 2016 erzielte er in Córdoba beim 2:0 im WM-Qualifikationsspiel gegen Bolivien per Elfmeter sein 50. Länderspieltor. Am 26. Juni 2016 gab Messi seinen Rücktritt aus der Nationalmannschaft bekannt, nachdem Argentinien das Endspiel der Copa América Centenario erneut gegen Chile im Elfmeterschießen verloren und Messi dabei einen Elfmeter verschossen hatte. Messi konnte mit Argentinien spielerisch stärker als bisher überzeugen, im Finale blieb das Team aber erneut unter seinen Möglichkeiten.

### 2016 bis 2020: Comeback und weitere Enttäuschungen

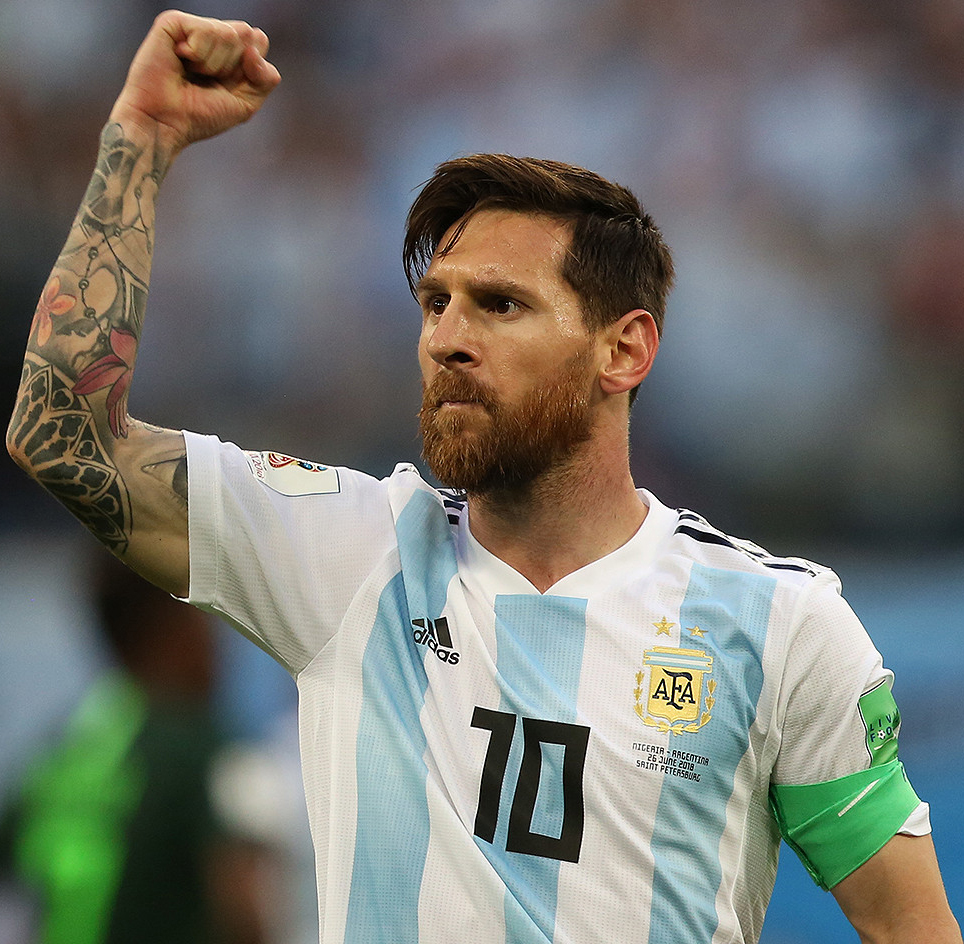
Messi als Kapitän der argentinischen Nationalmannschaft bei der WM 2018

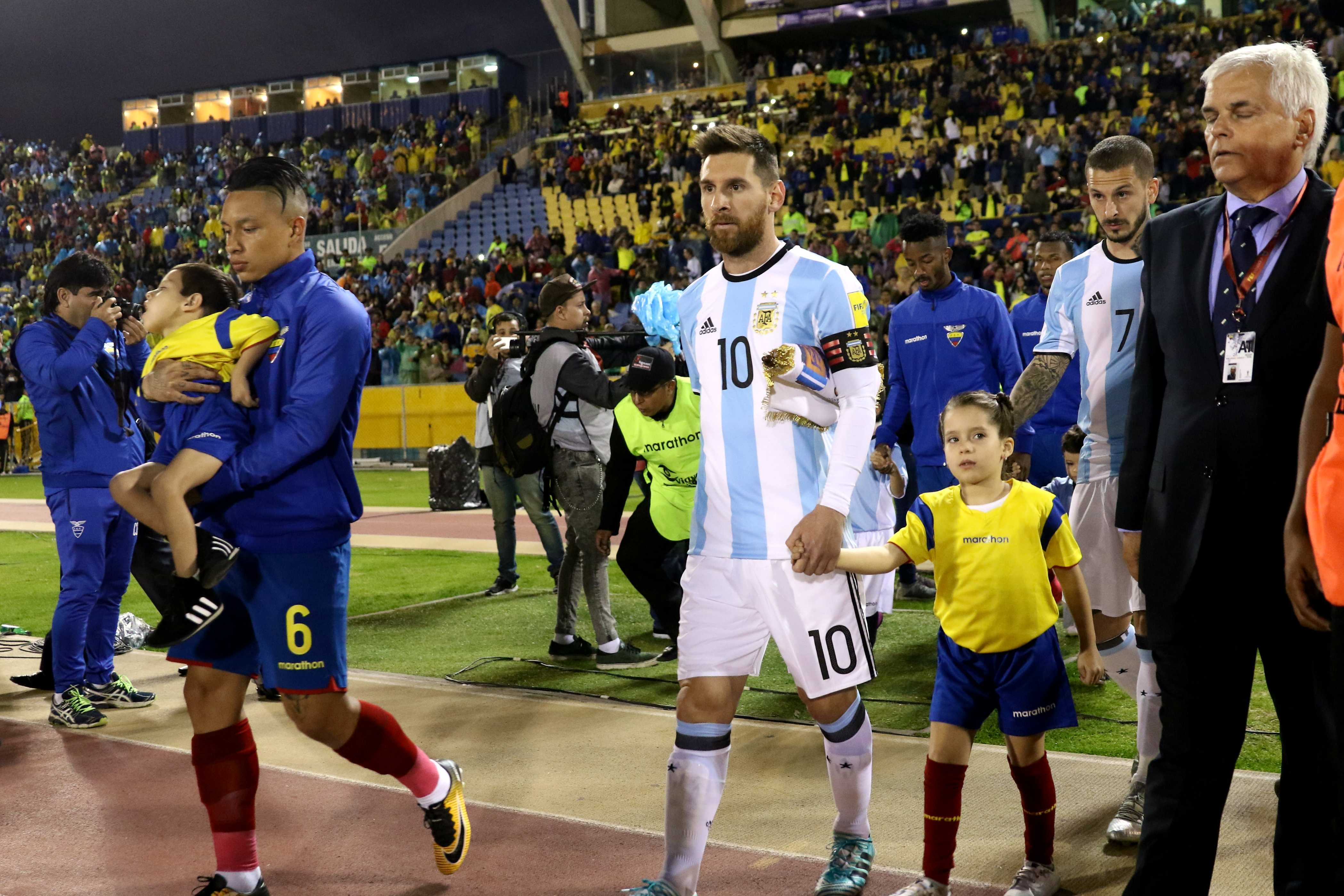
Messi vor dem entscheidenden Qualifikationsspiel für die WM 2018 gegen Ecuador (2017)

Am 12. August 2016 gab Messi seinen Rücktritt vom Rücktritt bekannt. Mit seinem Länderspieltreffer am 1. September 2016 im WM-Qualifikationsspiel gegen Uruguay holte Messi mit 56 Toren in 114 Spielen den Rekordschützen der argentinischen Nationalmannschaft Gabriel Batistuta (56 Toren in 78 Spielen) ein und baute später den Rekord weiter aus. Am 10. Oktober 2017 erzielte Messi in der Qualifikation zur Weltmeisterschaft 2018 alle drei Tore zum 3:1-Sieg in Ecuador und sicherte Argentinien damit die WM-Teilnahme am letzten Spieltag.
Als Kapitän stand Messi im Kader der Nationalmannschaft Argentiniens bei der WM in Russland. Im ersten Gruppenspiel beim 1:1 gegen Island verschoss er einen Elfmeter. Im letzten Gruppenspiel, dem 2:1 gegen Nigeria, legte Messi mit seinem Treffer zum 1:0 den Grundstein für den Einzug ins Achtelfinale und wurde zum Man of the Match gewählt. Im Achtelfinale gegen Frankreich bereitete Messi zwei Tore vor, wobei das Spiel 4:3 für Frankreich endete und Argentinien ausschied. Bei den folgenden Freundschaftsspielen stand Messi nicht im argentinischen Kader.
Im März 2019 kehrte Messi für die Vorbereitungsspiele zur Copa América 2019 in die Nationalelf zurück. Im Turnier erzielte er in der Vorrunde ein Elfmetertor gegen Paraguay und zog mit Argentinien nach einem 2:0-Sieg im Viertelfinale gegen Venezuela ins Halbfinale ein. Dort verpasste Argentinien nach einer 0:2-Niederlage gegen Gastgeber Brasilien das Finale. Im Spiel um Platz 3 gewann Messi mit Argentinien gegen den Titelverteidiger Chile mit 2:1. Zum ersten Tor durch Kun Agüero gab er die Vorlage. In der 37. Minute erhielt Messi den zweiten Platzverweis seiner Karriere. Nach einem Gerangel mit Gary Medel wurden beide Mannschaftskapitäne vom Platz gestellt, was von den Medien als zu harte Entscheidung bewertet wurde. Messi beschwerte sich im Anschluss massiv über Korruption im CONMEBOL und die Schiedsrichterentscheidungen. Trotz einer späteren Entschuldigung wurde er Anfang August 2019 drei Monate für Spiele mit der Nationalmannschaft gesperrt. Außerdem wurde er mit einer Geldstrafe von 50.000 USD belegt. Messi verpasste durch die Sperre die nächsten vier Freundschaftsspiele. Beim Superclásico de las Américas am 15. November 2019 in Riad (Saudi-Arabien) schoss er Argentinien zum 1:0-Sieg über Brasilien, gegen Uruguay am 18. November 2019 in Tel Aviv (Israel) gab Messi eine Torvorlage und erzielte den Ausgleichstreffer (2:2).

### Seit 2021: Ära der großen Erfolge als zweifacher Copa-América-Sieger und Weltmeister
Bei der Copa América 2021 zeigte Messi über das ganze Turnier gesehen seine bis dahin wohl beste Leistung im Trikot der Nationalmannschaft. Mit vier Toren und fünf Vorlagen war er der entscheidende Spieler Argentiniens auf dem Weg in sein fünftes großes Finale mit der Nationalmannschaft. Durch einen 1:0-Finalsieg am 10. Juli 2021 über Titelverteidiger Brasilien gewann er mit seiner Mannschaft zum ersten Mal die Copa América und damit seinen ersten großen Titel mit Argentinien. Mit vier Treffern (ein Elfmeter, zwei direkt verwandelte Freistöße) sowie fünf Vorlagen war er Torschützenkönig und Topvorlagengeber des Turniers. Vor dem Finale gegen Brasilien wurde er zusammen mit dem Brasilianer Neymar zum besten Spieler des Turniers ernannt. Insgesamt verlief das Jahr 2021 für Messi und die argentinische Nationalmannschaft überaus erfolgreich. Neben dem ersten Titel seit 28 Jahren konnte sich das Team am 16. November im letzten Spiel des Jahres mit einem 0:0 gegen Brasilien die WM-Teilnahme im Jahr 2022 in Katar sichern. Messi selbst überholte während der Copa zudem seinen ehemaligen Teamkollegen Javier Mascherano und wurde zum Spieler mit den meisten Einsätzen für Argentinien. Im September brach er außerdem den Rekord von Pelé für die meisten Länderspieltore eines Südamerikaners.

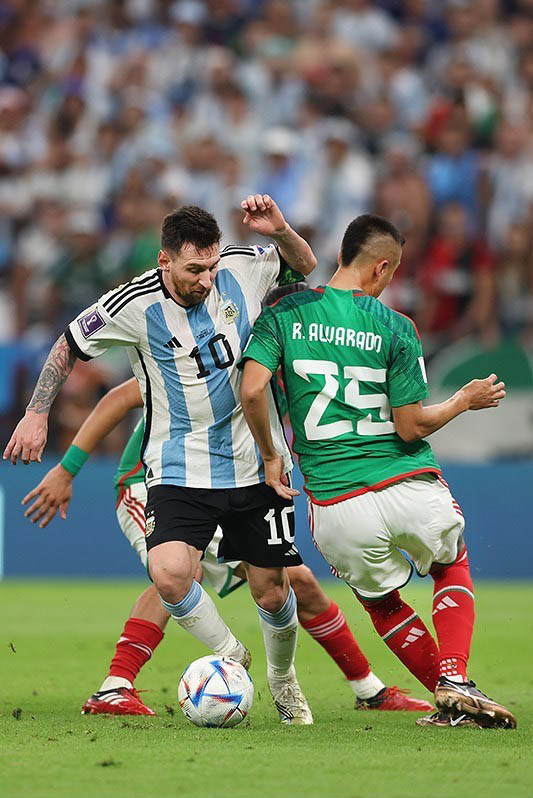
Messi im Zweikampf mit dem Mexikaner Roberto Alvarado

Zur Weltmeisterschaft 2022 in Katar reiste der 35-jährige Messi zu seiner fünften WM-Endrunde und mit der Gewissheit, dass diese wohl seine letzte Chance sein würde, Weltmeister zu werden. Die Argentinier verloren ihr Auftaktspiel, nachdem Messi per Elfmeter die Führung besorgt hatte, mit 1:2 gegen Saudi-Arabien. Dies bedeutete für die Albiceleste die erste Niederlage seit Juli 2019 bzw. nach 36 Spielen ohne Niederlage. Im zweiten Spiel gegen Mexiko führte Messi, der die Führung erzielte, seine Mannschaft zu seinem 2:0-Sieg und wurde als Spieler des Spiels ausgezeichnet. Im abschließenden Gruppenspiel wurde Polen mit 2:0 geschlagen; Messi verschoss dabei einen Elfmeter und blieb erstmals ohne Tor. Die Argentinier beendeten ihre Gruppe nach der Auftaktniederlage doch noch erwartungsgemäß als Gruppensieger, womit man im Achtelfinale auf Australien traf. Messi absolvierte in diesem Spiel sein 1000. Pflichtspiel als Profi. Die Socceroos wurden mit 2:1 geschlagen, wobei Messi mit dem zwischenzeitlichen 1:0-Führungstreffer sein drittes Turniertor erzielte. Im Viertelfinale gegen die Niederlande führte die argentinische Mannschaft bis kurz vor Spielende mit 2:0. Das 1:0 durch Nahuel Molina hatte Messi durch einen „Geniestreich“ (Kicker) vorbereitet, ehe er das 2:0 selbst per Elfmeter erzielte. Durch zwei späte Tore (83. und 90.+11) von Wout Weghorst erreichten die Niederländer doch noch die Verlängerung. Nachdem in dieser kein Tor mehr gefallen war, wurde die Elftal mit 4:3 im Elfmeterschießen besiegt. Messi war dabei als erster argentinischer Schütze angetreten und hatte seinen Versuch verwandelt.
Im Halbfinale wurde Kroatien mit 3:0 besiegt. Messi erzielte per Elfmeter die 1:0-Führung und bereitete das 3:0 durch Julián Álvarez vor, nachdem er den Verteidiger Joško Gvardiol „düpiert“ (Kicker) hatte.
Im Finale trafen die Argentinier auf den Titelverteidiger Frankreich. Messi brachte seine Elf in der 23. Minute per Elfmeter in Führung, Ángel Di María erhöhte zur 2:0-Halbzeitführung. Wie gegen die Niederlande gab man das Spiel jedoch wieder aus der Hand: Kylian Mbappé glich in der 80. (Elfmeter) und 81. Minute aus, womit es in die Verlängerung ging. In der 109. Spielminute war es wieder Messi, der Argentinien mit seinem siebten Tor in Führung brachte. Diese hielt allerdings nur bis zur 118. Minute, als Mbappé erneut per Elfmeter ausglich. Im Elfmeterschießen trat Messi wieder als erster Schütze seines Teams an und verwandelte. Da zwei Franzosen anschließend vom Punkt scheiterten und die argentinischen Spieler alle verwandelten, wurde Argentinien mit einem 4:2 n. E. nach 1978 und 1986 zum dritten Mal Weltmeister.
Messi wurde mit sieben Toren hinter Mbappé (8) zweitbester Torschütze der WM. Mit seinen Toren überholte er während des Turniers Guillermo Stábile, Diego Maradona (beide 8) sowie Gabriel Batistuta (10) und wurde mit 13 Toren argentinischer WM-Rekordtorschütze. Durch sieben Einsätze (alle über die volle Spielzeit) wurde Messi mit insgesamt 26 WM-Spielen zudem vor Lothar Matthäus (25) zum WM-Rekordspieler. Der 35-Jährige wurde nach 2014 erneut zum besten Spieler der WM gewählt und ist der bisher einzige Spieler, dem dies mehrmals gelang. Messi wurde im zweiten Gruppenspiel und allen Spielen der Finalrunde als „Spieler des Spiels“ ausgezeichnet. Nachdem ihm in seinen vier WM-Teilnahmen zuvor kein Tor in der Finalrunde gelungen war, wurde Messi nun zum ersten Spieler, der in allen K.-o.-Spielen ein Tor erzielte. Beim Kicker erreichte Messi bei der WM eine Durchschnittsnote von 1,79. Dabei bewertete ihn das Fachblatt ab dem Viertelfinale stets mit der Bestnote.
Im Februar 2023 wurde Messi insbesondere für seine Leistungen bei der WM zum siebten Mal als FIFA-Weltfußballer des Jahres ausgezeichnet. Im Oktober 2023 erhielt er seinen achten Ballon d’Or, der sich auf die Saison 2022/23 und damit auch auf die WM bezog.
Vor dem WM-Finale hatte Messi verkündet, dass dieses sein letztes Spiel in der Nationalmannschaft sein werde. Nach dem Triumph äußerte er jedoch, noch ein paar Spiele als Weltmeister bestreiten zu wollen. Somit trat Messi bei den Länderspielen im März 2023 weiter für Argentinien an. Zunächst erzielte er bei einem 2:0-Testspielsieg gegen Panama sein 99. Länderspieltor, das gleichzeitig das 800. Pflichtspieltor seiner Karriere war. Beim darauffolgenden 7:0-Sieg im Testspiel gegen Curaçao folgten drei Tore. Damit wurde Messi nach Ali Daei (108) und Cristiano Ronaldo (zu diesem Zeitpunkt 122) zum dritten Spieler der Fußballgeschichte, dem mindestens 100 Länderspieltore gelangen. Am 17. Oktober 2023 im Qualifikationsspiel zur Fußball-Weltmeisterschaft 2026, einem 2:0-Sieg über Peru erzielte Messi beide Treffer. Er übertraf mit nun 31 Toren die Marke von Luis Suárez als Rekordtorschütze der CONMEBOL-WM-Qualifikation.
Im Juni 2024 gab Messi seinen Verzicht auf eine Teilnahme an den Olympischen Sommerspielen 2024 von Paris bekannt.
Er nahm stattdessen an der Copa América 2024 teil und wurde beim 2:0-Sieg über Kanada im Eröffnungsspiel mit 35 Einsätzen zum Copa-Rekordspieler. Durch seinen 2:0-Siegtreffer im Halbfinale, als man erneut auf Kanada traf, übertraf er mit seinem 109. Treffer Ali Daei (108) und wurde hinter Cristiano Ronaldo (zu diesem Zeitpunkt 130) zum Spieler mit den zweitmeisten Länderspieltoren. Im Finale gegen Kolumbien verletzte sich Messi und musste in der 66. Minute ausgewechselt werden. Dennoch gewann Argentinien mit 1:0 n. V. und somit die zweite Copa América in Folge. Damit gewann Messi die letzten drei großen Turniere, an denen er mit Argentinien teilgenommen hat.
Durch seinen Assist auf Lautaro Martínez im WM-Qualifikationsspiel gegen Peru am 19. November 2024 (1:0) ist er der Nationalspieler mit den meisten Torvorlagen bei Länderspielen weltweit (58 Vorlagen, gemeinsam mit Landon Donovan für die USA, Stand: 20. November 2024).

## Spielweise

### Dribblings, Geschwindigkeit und Technik
Messi gilt als hervorragender Dribbler, der auch bei hohem Tempo den Ball problemlos steuern kann. Zudem wird ihm eine hohe Spielintelligenz und Übersicht auf dem Spielfeld zugesprochen. Messi sei in der Lage, sich auch in aussichtslos erscheinenden Situationen gegen mehrere Spieler durchzusetzen. Real Saragossas Trainer José Aurelio Gay bezeichnete seinen Spielstil mit „Es war, als würde man Maradona wieder spielen sehen. Nur dass er diesmal beweglicher und deutlich schneller war.“
Seine spektakulären schnellen Einzelläufe haben ihn zu einem der gefürchtetsten Spieler der Primera División gemacht.
Als große Stärke gilt neben seinen Dribblings und seiner Geschwindigkeit vor allem seine außergewöhnlich gute Technik.

### Flügelspieler und Mittelstürmer, Spielmacher und klassischer Stoßstürmer
Bis Ende der Saison 2009/10 spielte er überwiegend rechts als inverser Flügelspieler. Seine Vielseitigkeit erlaubte ein taktisches Wechselspiel mit einem Mitspieler im Angriffszentrum, das für Verwirrung in der gegnerischen Abwehrformation sorgen kann.
Seitdem wurde er häufig als Mittelstürmer eingesetzt, und seine Flexibilität kommt auf andere Weise zum Tragen. Messi spielt eine Mischung aus einem „Zehner“ und einem „Neuner“, also eine Kreuzung zwischen einem Spielmacher und einem klassischen Stoßstürmer. Dabei wartet er nicht an der Strafraumgrenze auf eine Torschussvorlage, sondern lässt sich fallen, um von einer tieferen Position aus Tempodribblings zu starten oder auch aus der Zentrale die nach innen rückenden Außenstürmer mit Pässen zum gegnerischen Tor zu „schicken“.

### Passspiel
Neben seinen offensiven Qualitäten tritt er seit der Saison 2015/16 zunehmend als Spielgestalter auf. Besonders gegen defensiv orientierte Mannschaften kann man häufig beobachten, wie Messi sich den Ball ab der Mittellinie holt und mit seinem hervorragenden Passspiel zwischen die Linien startende Mitspieler sucht. Bevorzugt spielt Messi einen Ball auf den am linken Flügel startenden Jordi Alba, während er selber einen Laufweg in die Mitte des Strafraums startet und dort den Torabschluss sucht.
Seit der Saison 2018/19 und dem Abgang Andrés Iniestas war Messi der kreative Kopf Barcelonas. Bei engen Spielen bzw. wenn der FC Barcelona zurückliegt, war er fast ausschließlich auf der zentralen Mittelfeldspieler-Position zu finden. Durch seine Technik kann Messi präzise hohe sowie flache Bälle genau an den Mann bringen. Seine Übersicht ermöglicht es ihm, Lücken in den Ketten der Gegner zu finden. Er verfügt außerdem über ein sehr gutes Kurzpassspiel, bei dem er kurze schnelle Pässe mit nur einer Berührung spielt, ohne den Ball anzunehmen. In Kombination mit einem oder mehreren Mitspielern kann man hier den von Barcelona geprägten Stil des Tiki-Taka beobachten.

### Torgefährlichkeit in verschiedenen Systemen

#### Erste Erfahrungen mit Frank Rijkaards System
Die ersten Schritte im Sturm machte Messi in Frank Rijkaards System mit ausländischen Starstürmern. Diese waren die beiden Weltfußballer Ronaldinho und Samuel Eto’o sowie der Schwede Henrik Larsson.

#### Pep Guardiolas System mit wechselnden Sturmpartnern und der „falschen Neun“
Messi spielte später unter Guardiola im Sturm weiterhin mit Samuel Eto’o sowie dem Neuzugang Thierry Henry. In der Saison 2009/10 bildeten Messi und Henry mit dem schwedischen Stürmer Zlatan Ibrahimović das Sturmtrio. In der Saison 2010/11 sollte Messi statt mit Henry und Ibrahimović insbesondere mit David Villa, Pedro, Bojan Krkić, aber auch Jeffrén Suárez und Nolito den Sturm bilden. Dabei erzielte er „nur“ 31 Tore. Mit der Aufstellungsvariante als „falsche Neun“ wurde Messis Torgefährlichkeit noch verstärkt. Alexis Sánchez kam in der Saison 2011/12 dazu. In der ersten Saison, in der er vollständig als Mittelstürmer spielte, stellte Messi mit seinen 73 Pflichtspieltreffern, darunter 50 Liga-Toren in 37 Spielen, einen neuen Weltrekord auf. Das System mit der falschen Neun erreichte erstmals bei der Europameisterschaft 2012, als die Spanier aufgrund des Ausfalls des Stürmers David Villa die Spielweise des FC Barcelona adaptierten, allgemeine Aufmerksamkeit und fand seitdem bei immer mehr Mannschaften Einzug.

#### Luis Enriques System mit Suarez, Neymar und Messi
Mit der Ankunft von Luis Enrique als neuer Trainer Barcelonas und der gleichzeitigen Verpflichtung des uruguayischen Mittelstürmers Luis Suárez im Jahr 2014 spielte Messi wieder vermehrt auf dem rechten Flügel. Gemeinsam mit dem Brasilianer Neymar bildeten die drei Südamerikaner das stärkste Sturmtrio in der Geschichte Barcelonas und eines der besten des spanischen Fußballs. In der Saison 2015/16 schossen sie 90 Ligatore (Suarez 40, Neymar 24, Messi 26) und übertrafen mit wettbewerbsübergreifend 131 Treffern nicht nur die 100 Tore von Barcas Sturmtrio Messi (38), Samuel Eto’o (36) und Thierry Henry (26) aus der Spielzeit 2008/09, sondern zudem den Rekord von 118 Toren des Sturmtrios von Real Madrid – Cristiano Ronaldo, Karim Benzema und Gonzalo Higuaín – aus der Saison 2012/13. In den ersten drei Spielzeiten lag die Torausbeute der drei Stürmer wettbewerbsübergreifend insgesamt stets bei über 100 Treffern pro Saison.
Messi agierte in diesem System sehr flexibel. Er spielte häufig etwas zurückgezogen als Spielmacher, ohne dass er an Torgefährlichkeit einbüßte. Auffällig waren außerdem seine Diagonalpässe vom rechten Mittelfeld auf die links vorne vorstoßenden Jordi Alba oder Neymar, wodurch viele Freiräume und Tormöglichkeiten entstanden, da Messi meist mehrere gegnerische Spieler auf sich zog. In diesem System zeigte Messi, dass er einer der komplettesten Spieler ist, der auf fast jeder Position Einfluss auf das Spiel nehmen und seine Mitspieler perfekt in Szene setzen kann.

#### Ernesto Valverdes System mit Suarez, Dembelé, Coutinho und Messi
Nach dem Weggang von Neymar im Sommer 2017 zum französischen Club Paris Saint-Germain musste Messi in der Offensive mit Suarez und den Neuzugängen Philippe Coutinho vom FC Liverpool und Ousmane Dembélé von Borussia Dortmund ein Zusammenspiel unter dem neuen Trainer Ernesto Valverde entwickeln, der sie letztendlich zum Gewinn der spanischen Meisterschaft 2017/18 (La Liga) sowie dem spanischen Pokal (Copa del Rey) führen konnte. Messi zeigte auch unter den veränderten Bedingungen ein komplettes Spielverhalten mit vielen Vorlagen (12) und Toren (34) in der Liga, mit denen er sich in der Liga die Pichichi-Trophäe und in Europa den Goldenen Schuh sicherte.

#### Ernesto Valverdes System mit Griezmann und ohne Coutinho
In der Saison 2019/20 spielte Messi im Sturm mit dem vom Vizemeister Atlético Madrid verpflichteten Franzosen Antoine Griezmann, zusammen mit Suarez und Dembelé sowie mit Carles Pérez und dem 16-jährigen Ansu Fati als Alternativen aus der eigenen Jugend, jedoch ohne den an den FC Bayern verliehenen Coutinho.

#### Quique Setiéns System mit Braithwaite und ohne Suarez, Pérez und Dembelé
Unter dem neuen Trainer Quique Setién (seit 13. Januar 2020) spielt Messi im Sturm weiterhin mit Griezmann, ebenso mit dem Jungspieler Ansu Fati, jedoch ohne den nach AS Rom verkauften Carles Pérez sowie den wegen einer Knieoperation ausfallenden Mittelstürmer Suarez. Martin Braithwaite wurde neuer Sturmpartner von Messi als kurzfristiger Ersatz für den später ebenfalls für mehrere Monate verletzten Dembelé. Nachdem die spanische Liga bis Juni 2020 wegen der Corona-Krise gestoppt worden war, spielte Setién mit dem neuen Sturmtrio erfolgreich beim 4:0 gegen Real Mallorca mit Messi, Griezmann und Braithwaite, als alle drei trafen und Messi zwei Torvorlagen gab; Suarez kam zudem als Auswechselspieler nach seiner Genesung wieder in den Sturm hinzu.

## Titel und Auszeichnungen

### Nationalmannschaft
A-Nationalmannschaft
- Weltmeister: 2022
- Copa-América-Sieger (2): 2021, 2024
- Finalissima-Sieger: 2022

U-Nationalmannschaften
- Olympiasieger: 2008
- U20-Weltmeister: 2005

### Verein
International
- Champions-League-Sieger (4): 2006, 2009, 2011, 2015
- Klub-Weltmeister (3): 2009, 2011, 2015
- UEFA-Super-Cup-Sieger (3): 2009, 2011, 2015
- Leagues-Cup-Sieger: 2023

Spanien
- Meister (10): 2005, 2006, 2009, 2010, 2011, 2013, 2015, 2016, 2018, 2019
- Pokalsieger (7): 2009, 2012, 2015, 2016, 2017, 2018, 2021
- Supercupsieger (8): 2005, 2006, 2009, 2010, 2011, 2013, 2016, 2018

Frankreich
- Meister (2): 2022, 2023
- Supercupsieger: 2022

USA
- MLS-Supporters-Shield-Sieger: 2024

### Persönliche Auszeichnungen

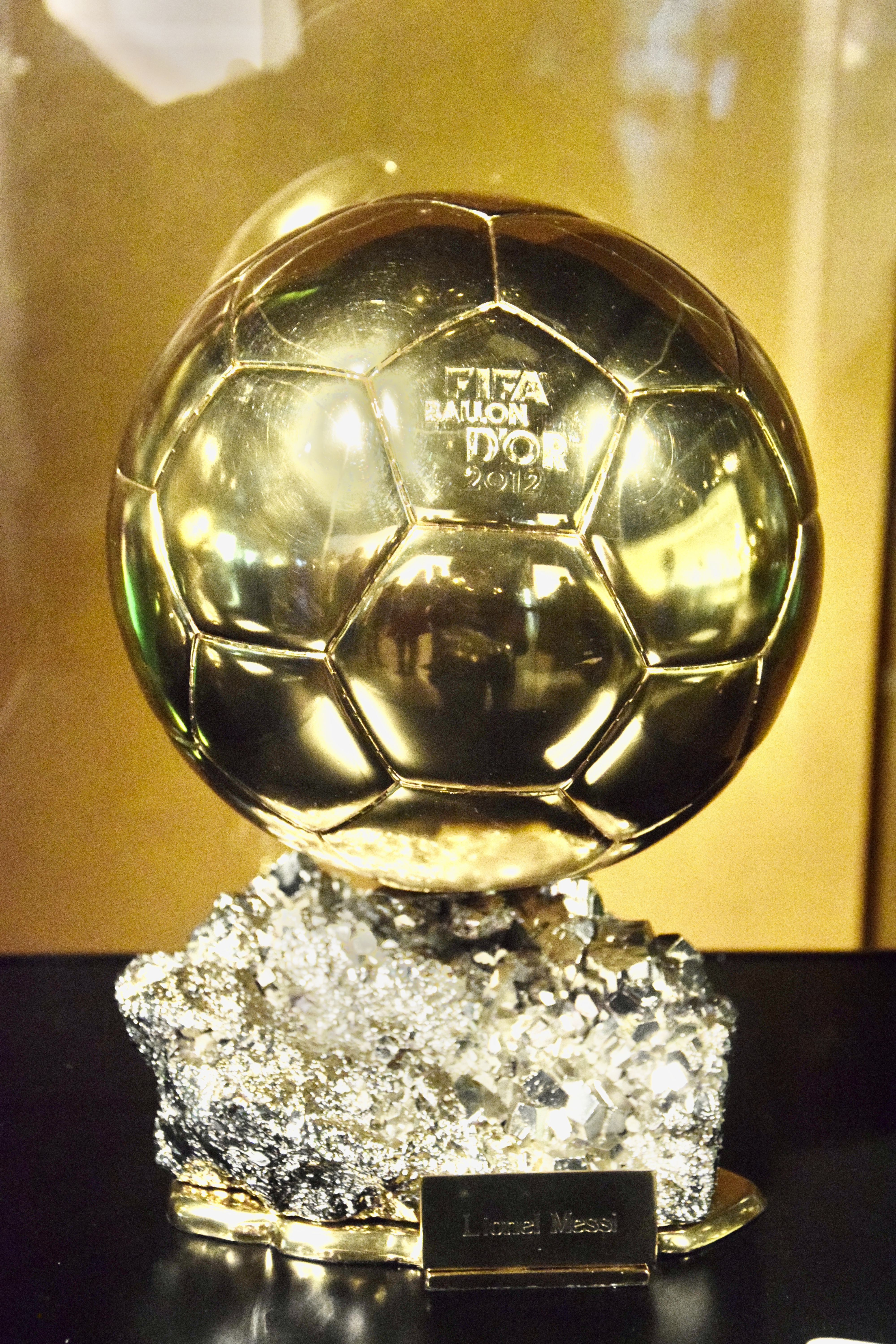
Ballon d’Or (2012) von Lionel Messi

- Ballon d’Or („Weltfußballer des Jahres“; 8): 2009, 2010, 2011, 2012, 2015, 2019, 2021, 2023
  - Weitere Nominierungen (8): 2006 (20. Platz), 2007 (3.), 2008 (2.), 2013 (2.), 2014 (2.), 2016 (2.), 2017 (2.), 2018 (5.)
- FIFA-Weltfußballer des Jahres (8): 2009, 2010, 2011, 2012, 2015, 2019, 2022, 2023
  - Weitere Nominierungen (9): 2007 (2. Platz), 2008 (2.), 2013 (2.), 2014 (2.), 2016 (2.), 2017 (2.), 2018 (5.), 2020 (3.), 2021 (2.)
- UEFA Best Player in Europe („Europas Fußballer des Jahres“; 2): 2011, 2015
- Wahl ins Ballon d’Or Dream Team (2020)
- Bester Spieler der Weltmeisterschaft (2): 2014, 2022
- Bester Spieler der FIFA-Junioren-Fußball-Weltmeisterschaft: 2005
- Bester Spieler der FIFA-Klub-Weltmeisterschaft (Golden Ball) (2): 2009, 2011
- UEFA Spieler des Jahres (Europapokal): 2009
- Argentiniens Fußballer des Jahres (11): 2005, 2007; Spieler im Ausland: 2008, 2009, 2010, 2011, 2012, 2013, 2015, 2016, 2017
- Trofeo EFE – Bester iberoamerikanischer Fußballspieler in der spanischen Liga (EFE) (5): 2006/07, 2008/09, 2009/10, 2010/11, 2011/12
- Bester Spieler der Copa América: 2021 (gemeinsam mit Neymar)[169]
- Alfredo-Di-Stéfano-Trophäe – Bester Spieler der spanischen Liga (Marca) (7): 2009, 2010, 2011, 2015, 2017, 2018, 2019
- Bester Spieler der spanischen Liga (LFP Awards) (LFP) (6): 2008/09, 2009/10, 2010/11, 2011/12, 2012/13, 2014/15
- Bester ausländischer Spieler in der Primera División (Don Balón) (3): 2007, 2009, 2010[170]
- Bester Spieler des Jahres (World Soccer) (5): 2009, 2011, 2012, 2015, 2019[171]
- Onze d’or – Bester Spieler in Europa (Onze Mondial) (4): 2009, 2010/11, 2011/12, 2017/18
- Bester Spieler der Saison in Europa (Goal.com 50) (4): 2008/09, 2010/11, 2012/13, 2014/15
- FIFA FIFPro World XI (15): 2007, 2008, 2009, 2010, 2011, 2012, 2013, 2014, 2015, 2016, 2017, 2018, 2019, 2020, 2021
- Beste elf Fußballspieler der Copa América (CONMEBOL): 2007, 2011,[172] 2015,[173] 2016
- Argentiniens beste elf Fußballspieler aller Zeiten (La Seleccion de todos los tiempos) (AFA)[174]: 2015
- Bester junger Spieler der Copa América (CONMEBOL): 2007
- Trofeo Bravo – Bester junger Spieler Europas: 2007
- Junger Spieler des Jahres (World Soccer) (3): 2006, 2007, 2008
- Golden Boy – Bester U21-Spieler Europas (Tuttosport): 2005
- UEFA Stürmer des Jahres (2): 2009, 2019
- UEFA Team des Jahres (12): 2008, 2009, 2010, 2011, 2012, 2014, 2015, 2016, 2017, 2018, 2019, 2020
- Bester Torschütze in der Geschichte der spanischen Liga (LFP): 2015[175]
- Bester Stürmer der spanischen Liga (LFP Awards) (7): 2008/09, 2009/10, 2010/11, 2011/12, 2012/13, 2014/15, 2015/16
- Weltsportler des Jahres („Champion des champions monde“) (L’Équipe): 2011
- IFFHS Welt-Spielmacher (4): 2015, 2016, 2017, 2019[176]
- Weltsportler des Jahres (Laureus World Sports Awards): 2020[177], geteilt mit Lewis Hamilton, 2023 (sowohl Einzelwertung als auch Mannschaftsauszeichnung mit der Nationalmannschaft Argentiniens)[178]
- Weltsportler des Jahres (Gazzetta Sports Award): 2011
- Argentiniens Sportler des Jahres (Premios Olimpia): 2011,[179] 2021
- ESPY-Awards (ESPN): Best International Athlete (2): 2012, 2015[180]; Best International Men’s Soccer Player: 2019[181]
- UEFA Goal of the Season (3): 2014/15, 2015/16, 2018/19[182]
- Spieler des Monats der Ligue 1: September 2022
- Spieler des Monats der Primera División (8): 01/2016, 04/2017, 04/2018, 09/2018, 03/2019, 11/2019, 02/2020 und 02/2021
- Bester Spieler des Leagues Cup: 2023
- Time-Magazine Sportler des Jahres: 2023[183][184]
- MLS Best XI: 2024
- MLS MVP: 2024
- Presidential Medal of Freedom, verliehen am 4. Januar 2025

### Torschützenkönig
- Spanische Liga (Primera División) (8): 2009/10, 2011/12, 2012/13, 2016/17, 2017/18, 2018/19, 2019/20, 2020/21
- Spanischer Pokal (Copa del Rey) (4): 2010/11, 2013/14, 2015/16, 2016/17
- UEFA Champions League (6): 2008/09, 2009/10, 2010/11, 2011/12, 2014/15, 2018/19
- UEFA Goldener Schuh (6): 2010, 2012, 2013, 2017, 2018, 2019
- FIFA-Klub-Weltmeisterschaft: 2011 (geteilt mit Adriano Correia)
- Copa América: 2021
- FIFA-Junioren-Weltmeisterschaft: 2005
- IFFHS Welttorjäger (International) (2): 2011, 2012
- IFFHS Welttorjäger (National) (4): 2012, 2013, 2017, 2018
- Leagues Cup: 2023

## Rekorde

### Als Vereinsspieler

#### FC Barcelona
- Rekordspieler (778 Pflichtspiele)[185] (Stand: 22. Mai 2021)
- Rekordtorschütze (672 Tore in 778 Pflichtspielen)[186] (Stand: 22. Mai 2021)
- Rekordtorschütze für einen einzigen Club (672 in 778 Pflichtspielen)[187] (Stand 22. Mai 2021)
- Rekordtorschütze in internationalen Wettbewerben (128) (Stand 22. Mai 2021)
- Rekordtitelträger mit insgesamt 35 Trophäen.

#### Spanische Liga (Primera División)
- Rekordsieger (385 Spiele)[188] (Stand 22. Mai 2021)
- Rekordtorschütze (474 Tore in 520 Spielen)[189] (Stand 22. Mai 2021)
- Rekordtorschütze einer Saison (wettbewerbsübergreifend) (73 Tore; Saison 2011/12)
- Rekordtorschütze einer Saison (50 Tore; Saison 2011/12)[190]
- Rekordtorschütze des Clásico (gegen Real Madrid) (26 Tore in 45 Spielen) (Stand 22. Mai 2021)
- Rekordtorschützenkönig (8 Pichichi-Trophäen) (Stand 22. Mai 2021)
- Rekord-Hattricktorschütze (36 Hattricks)[73] (Stand 22. Mai 2021)
- Rekord-Doppeltorschütze (132 Braces)[188] (Stand 22. Mai 2021)
- Rekord-Torvorlagengeber (217)[191][189] (Stand 22. Mai 2021)
- jüngster Spieler, der 150 (24 Jahre, 270 Tage) und 200 Tore (25 Jahre, 217 Tage) erzielt hat
- einziger Spieler, der gegen alle 19 Liga-Gegner in Folge getroffen hat (2012/13)[192]
- Spieler mit den meisten Spielen in Folge als Torschütze (21; 2012/13)[193]
- einziger Spieler, der innerhalb eines Kalenderjahres in sieben verschiedenen Wettbewerben mindestens einen Treffer erzielt hat (2015)
- Rekordspieler mit den meisten Spielen (300) mit mindestens einem Treffer[194] (Stand 22. Mai 2021)
- Torschütze gegen die meisten verschiedenen Vereine (38)[195] (Stand 22. Mai 2021)

#### Spanischer Pokal (Copa del Rey)
- Rekordtitelträger (7) (Stand 22. Mai 2021)

#### Spanischer Supercup (Supercopa de España)
- Rekordtitelträger (8)[196] (Stand 22. Mai 2021)
- Rekordtorschütze (14 Tore) (Stand 22. Mai 2021)
- Rekordspieler (20 Spiele) (Stand 22. Mai 2021)

#### Champions League
- Rekordtorschütze in einem Spiel (5 Tore, beim 7:1 im Achtelfinal-Rückspiel am 7. März 2012 gegen Bayer Leverkusen, geteilt mit Luiz Adriano und Erling Haaland)
- Rekord-Hattrickschütze (8 Hattricks, geteilt mit Cristiano Ronaldo)[197] (Stand 22. Mai 2021)
- meiste Treffer (80) in der Gruppenphase[198] (Stand 14. Juli 2024)
- Torschütze gegen die meisten verschiedenen Gegner (40)[199] (Stand 5. Oktober 2022)

#### Inter Miami
- Rekordtorschütze (58 Tore in 68 Pflichtspielen) (Stand 19. Juli 2025)[200]

#### MLS
- Messi ist der erste Spieler in der Geschichte der MLS, dem in vier[201] und auch in fünf[202] aufeinanderfolgenden Spielen jeweils zwei Treffer gelangen (bis 13. Juli 2025). Zudem legte er in diesen vier Spielen weitere vier Treffer auf und erzielte auch im davorliegenden Spiel ein Tor.[203]

### Als Nationalspieler

#### Argentinien
- Rekordtorschütze Argentiniens und Südamerikas (112 Tore in 189 Spielen; ohne 2 Tore in 5 Spielen bei Olympischen Spielen) (Stand 19. Oktober 2024)
- Rekordnationalspieler Argentiniens und Südamerikas mit 189 Spielen[204] (Stand 19. Oktober 2024)

#### Copa América
- Rekordspieler (39 Einsätze, Stand: 14. Juli 2024)[205]
- Rekord-Torvorlagengeber (18)[206]: 1 × 2007, 3 × 2011, 3 × 2015, 4 × 2016, 1 × 2019, 5 × 2021 1 × 2024 (Stand 14. Juli 2024)
- Rekordtitelträger des Man of the match (15): 2 × 2011, 4 × 2015, 3 × 2016, 1 × 2019, 4 × 2021 1 × 2024 (Stand 14. Juli 2024)
- schnellster Hattrick als Einwechselspieler: nach 19 Minuten (2016)

### Sonstige Rekorde und Erfolge
- Rekordtitelträger des Ballon d’Or (France Football) (8) (Weltfußballer des Jahres) (Stand 30. Oktober 2023)
- Rekordtitelträger des FIFA-Weltfußballer des Jahres (7) (Stand 5. April 2023)
- Rekordtitelträger des Goldenen Balls der FIFA-Klub-Weltmeisterschaft (2) (Stand 19. Juli 2020)
- Rekordtitelträger des Argentiniens Fußballer des Jahres (12) (Weltrekord Fußballer des Jahres)[207] (Stand 19. Juli 2020)
- Rekordtitelträger des Trofeo EFE (5) (Stand 19. Juli 2020)
- Rekordtitelträger der Afredo-Di-Stéfano-Trophäe (Marca) (7) (Stand 19. Juli 2020)
- Rekordtitelträger des LFP Awards (LaLiga) für den besten Spieler der Spanischen Liga (6) (Stand 19. Juli 2020)
- Rekordtitelträger des Onze d’or (Onze Mondial) für den besten Spieler Europas (4) (Stand 19. Juli 2020)
- Rekordtitelträger des FIFA FIFPro World XI (13) (geteilt mit Cristiano Ronaldo) (Stand 19. Juli 2020)
- Rekordtitelträger des World Soccer-Award (5) (geteilt mit Cristiano Ronaldo) (Stand 19. Juli 2020)
- Rekordtitelträger des World Soccer-Award für den besten jungen Spieler des Jahres (3) (Stand 19. Juli 2020)
- Rekordtitelträger des LFP Awards (LaLiga) für den besten Stürmer der Spanischen Liga (7) (Stand 19. Juli 2020)
- Rekordtitelträger des IFFHS Weltspielmacher (4)[176] (geteilt mit Xavi) (Stand 19. Juli 2020)
- Rekordtitelträger des IFFHS Welttorjäger (national) (4) (Stand 19. Juli 2020)
- Rekordtitelträger des UEFA Goldener Schuh (6) (Stand 19. Juli 2020) und
- Ältester Gewinner des UEFA Goldener Schuh (31 Jahre, elf Monate und 25 Tage)[208] (Stand 19. Juli 2020)
- Rekordtorschütze (91 Tore) eines Kalenderjahres (2012; in 69 Pflichtspielen, Quotient 1,47 Tore/Spiel; Guinness-Weltrekord) (Stand 19. Juli 2020)
- WM-Rekordspieler: 26 Spiele
- Rekordspieler bei WM- und Copa-Endrunden: 65 Einsätze (Stand 14. Juli 2024)
- Rekordtorschütze der CONMEBOL-WM-Qualifikation: 31 Tore (Stand 18. Oktober 2023)

## Biographie

### Privates
Messis Vater Jorge Horácio Messi war Fabrikarbeiter, seine Mutter Celia María Cuccittini Putzfrau. Sie sind beide italienischstämmig; die Familie väterlicherseits stammt aus der italienischen Stadt Ancona und wanderte 1883 nach Argentinien aus. Messi hat zwei Brüder und eine Schwester. Seine Cousins Emanuel Biancucchi und Maxi Biancucchi sind ebenfalls Profifußballer.
Am 30. Juni 2017 heiratete Messi in seiner Geburtsstadt Rosario seine Freundin Antonela Roccuzzo. Zusammen haben sie drei Söhne (* 2012, 2015 und 2018).
Er besitzt auch die italienische und die spanische Staatsbürgerschaft.

### Soziales Engagement
Im Jahr 2007 gründete Messi die Leo Messi Fundation, eine Organisation zur Förderung des Zugangs zu Bildung und Gesundheitsversorgung für schutzbedürftige Kinder. Im März 2010 wurde Messi als Botschafter für die UNICEF ernannt. Im März 2013 spendete er einem Kinderkrankenhaus in seiner Heimatstadt Rosario 600.000 Euro.
Der Creu-de-Sant-Jordi wurde ihm im Mai 2019 als höchste Ehrung der Generalitat de Catalunya vergeben, weil er sich um die katalanische Kultur verdient gemacht hat. Er ist damit der zweite Fußballer nach Johan Cruyff 2006, der diese Ehrung erhalten hat.
Bei einer Kältewelle in Argentinien im Jahr 2019 ließ Messi von den Mitarbeitern seines Restaurants „VIP“ in Rosario kostenlos Essen und Trinken an Obdachlose verteilen.

### Medien und Marketing
2010 hatte Lionel Messi einen Auftritt im Musikvideo zur WM-Hymne Waka Waka (This Time for Africa) von Shakira. Er wurde auf mehreren Titelseiten der Videospielreihe Pro Evolution Soccer gezeigt und war auch in anderen Werbekampagnen dieser Spielereihe aktiv. Im November 2011 wurde er als neues Gesicht der FIFA-Reihe bestätigt. PES verpflichtete daraufhin Cristiano Ronaldo als neue Werbefigur. Für PES 2020 hat Konami aber wieder Messi als Werbefigur zurückgeholt.
2011 und 2012 wurde Messi vom US-Magazin Time zu den „100 einflussreichsten Persönlichkeiten“ gezählt. Der Dokumentarfilm Messi des spanischen Regisseurs Álex de la Iglesia von 2014 beschäftigt sich mit seiner Lebensgeschichte. 2019 wurde Messi während der Copa América mit dem Balón Educativo de Scholas geehrt, den die von Papst Franziskus gegründete Organisation Scholas Occurrentes, ein weltweites Netzwerk von Schulen, vergibt.
Seit Oktober 2019 wird mit Messi10 eine Show beim Cirque du Soleil gezeigt, in der seine Lebensgeschichte erzählt wird. Er ist damit der erste Sportler im Mittelpunkt einer Show der kanadischen Zirkustruppe.
Im Jahr 2022 wurde Messi Werbeträger bzw. Tourismusbotschafter für Saudi-Arabien.

### Verurteilung wegen Steuerhinterziehung
Am 12. Juni 2013 meldete die spanische Nachrichtenagentur EFE, es bestehe der Verdacht, dass Lionel Messi und sein Vater Jorge, der als sein Spielerberater fungiert, Steuern in Höhe von vier Millionen Euro hinterzogen haben und dass die Staatsanwaltschaft ein Klagegesuch eingereicht habe. Bei einem Vernehmungstermin am 27. September 2013 erklärte Messi vor einem spanischen Gericht, mit der Justiz kooperieren zu wollen. Sein Vater hatte in einem Schreiben an das Gericht die Verantwortung übernommen, zudem einen früheren Geschäftspartner belastet. Nach Einleitung der Ermittlungen hatte Messi 15 Millionen Euro Steuern nachbezahlt.
Im Oktober 2015 entschied ein Ermittlungsrichter, dass Lionel Messi und sein Vater wegen Steuerhinterziehung angeklagt werden. Die Staatsanwaltschaft hatte für Messi die Einstellung des Verfahrens beantragt. Für die Jahre 2007 bis 2009 sollen die beiden 4,1 Millionen an Steuern nicht abgeführt haben, die für Einnahmen aus Bildrechten angefallen waren. Dazu sollen sie Briefkastenfirmen in den Steueroasen Belize und Uruguay eingerichtet haben. Das Strafverfahren endete im Juli 2016 mit einer Verurteilung Messis zu 21 Monaten Haft auf Bewährung sowie einer Geldstrafe in Höhe von 3,7 Millionen Euro. Im Mai 2017 wurde dieses Urteil vom obersten spanischen Gerichtshof bestätigt.
Im April 2016 war im Zuge der Veröffentlichung der „Panama Papers“ bekannt geworden, dass Lionel Messi zu den Personen gehört, die über eine panamaische Kanzlei Briefkastenfirmen gegründet haben sollen.

### Vermögen
Von 2014 bis 2021 war Lionel Messi neben Cristiano Ronaldo der bestbezahlte Fußballer der Welt. In jener Zeit hatte er teilweise ein Jahreseinkommen von rund 127 Millionen Dollar.

## Weitere Ranglisten
- Liste der Fußballspieler mit mindestens 50 Länderspieltoren